# 長洲 (香港)
長洲（英語：Cheung Chau）是香港的島嶼，狀似啞鈴而別稱啞鈴島，位於大嶼山東南，屬於連島沙洲，北望喜靈洲，西南方有石鼓洲，距離香港島西南約10公里。長洲屬香港十八區的離島區，現時估算人口約為2萬，是離島區人煙最稠密的島嶼。長洲沒有陸上公共交通，基本發展尚算完善，除警署、消防局及醫院等基本設備外，亦設有學校、公共屋邨和綜合大樓等基礎建設。
長洲是香港著名旅遊景點，有不少觀光名勝，例如張保仔洞、長洲北帝廟和長洲石刻等；而渡輪碼頭沿岸一帶則海鮮食肆林立。此外長洲每年均會舉辦太平清醮，是長洲最大型的傳統節目，每次均吸引大批人士慕名參觀。島上設有不少青年旅舍、渡假屋，也有酒店。

## 歷史

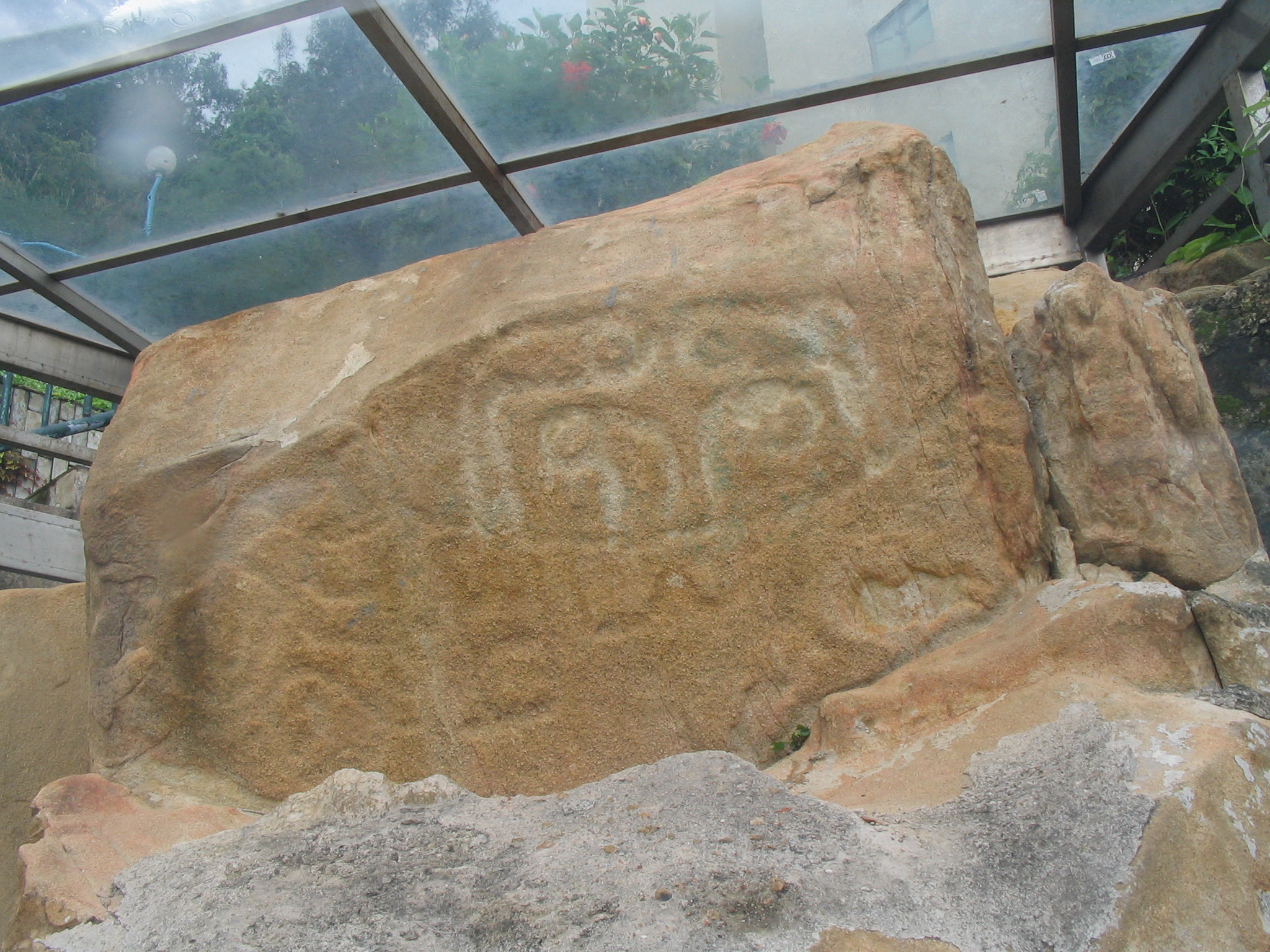
1970年發現的長洲石刻

根據考古出土文物及在1970年代於長洲東南部發現的長洲石刻，可推斷至少在三千年以前已有先民到達長洲。與香港其他地方的史前石刻一樣，長洲石刻可能與先民祭祀天氣和祈求風平浪靜有關。缺乏史料記載，長洲早期歷史今已不可考究。
明朝期間，長洲已經發展成為漁船集散的地方；至清乾隆時發展成為墟市。長洲本為廣東省寶安縣（舊稱新安縣）所管轄，然而長洲地處偏僻，朝廷鞭長莫及，難於治理，因此乾隆年間，廣東布政司向當地黃姓大戶發出《承墾長洲田莆執照》，將長洲中部土地歸黃家所有，並代為管理，當中一半稅收須上繳朝廷。
在清乾隆年間得到很興盛的發展；現時島上主要廟宇，如北社天后古廟（乾隆三十二年，1767年）、大石口天后古廟（乾隆三十七年，1772年）、西灣天后宮（乾隆三十九年，1774年）及長洲玉虛宮（乾隆四十八年，1783年）都是在那段時期興建，反映當時捕漁業極為重要。
清嘉慶廿四年（1820年）的《新安縣志》記載有長洲墟。
清道光二十一年（1841年），時值鴉片戰爭，清廷在島上設置長洲汛，由大鵬協水師右營東涌守備派遣駐右哨頭司把總及外委各一名，率領45名守兵駐守當地。同治年間長洲商業興旺，粵海關於同治九年（1870年）設立關口徵取釐稅。光緒二十四年（1898年），清廷與英國訂立《展拓香港界址專條》，將長洲在內二百多座離島及新界租予英國99年（到1997年），長洲遂成為英屬香港一部份。

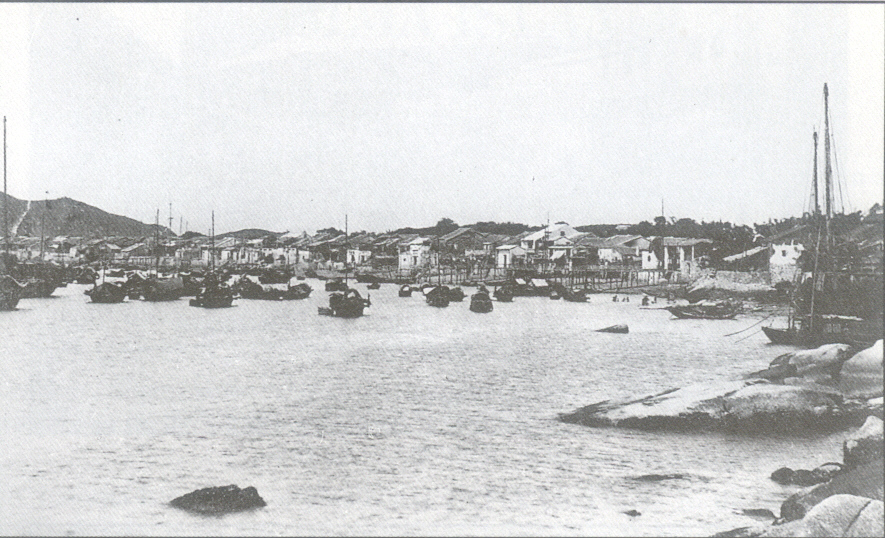
晚清時期的長洲（1898年）

英國接管後，原屬黃氏的土地業權繼續獲得港府承認，但島上其餘土地悉數列為皇室官地。港府在1907年設立理民府管轄新界及離島地區，為方便執行及落實地方事務、領導鄉民，以及與理民府建立溝通渠道，長洲島民又設立選舉，每兩年選出四位總理作為居民代表。1919年港府曾在長洲中部立界石15塊，劃出外籍人士專享的高尚住宅區域，但這些界石在第二次世界大戰後已失去法律效力。1980年代，古物古蹟辦事處等曾派員尋找長洲界石，迄今只尋回其中10塊。
1941年至1945年的日治時期，長洲隨香港全境落入日本手中。日本皇軍曾經在長官中學校址設立總部。為維持和平，日軍又以長洲維持會取代舊有選舉，作為長洲的地方管理組職。1945年香港重光後，港府旋即解散長洲維持會，地方事務則先後由居民協會及華商會所執行。然而長洲在戰後急速發展，原有的理民府附設機構已不能應付日益繁重的工作。有見及此理民府早於1955年著令華商會所參與發展地方行政；1961年理民府更將權力移交至新成立的獨立法定組織長洲鄉事委員會，由此退出長洲的地方行政管理事務。雖然如此，港府曾在1969年設立專有離島理民府，作為官民溝通渠道；時至今日，長洲島民如需要聯絡官員，可前往位於香港島中環的離島民政事務署。

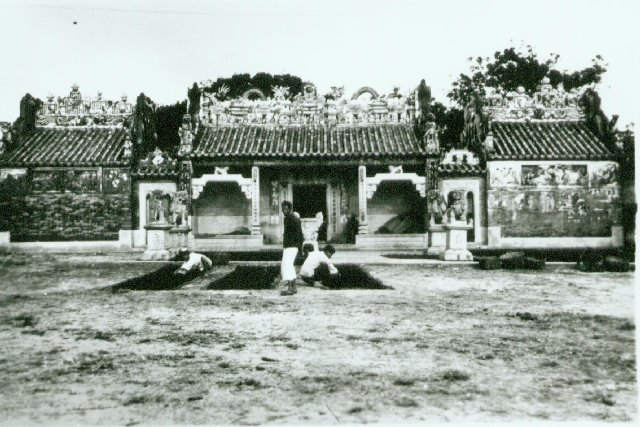
1930年的長洲玉虛宮

港府1982年引入香港區議會後，長洲劃入十八區的離島區。長洲鄉事委員會原有的部份權力亦轉移至區議會。現時長洲有一個區議會選區，另外還有一席當然議席，由長洲鄉事委員會主席擔任。
近年除傳統漁業和造船業外，長洲已發展成為著名旅遊點，島上旅遊業有相當的發展。主權移交初期，旅遊業一度因多宗度假屋住客自殺事件和2003年SARS疫情而受到打擊，但事後已經恢復。長洲也是著名滑浪風帆運動員李麗珊的家鄉，李麗珊於長洲土生土長，她在1996年阿特蘭大奧運會奪得香港歷史上首面奧運會金牌，從而聲名大噪，當年李麗珊返回長洲後，島民大肆慶祝，更隆重其事舉行萬人祝捷會，成為一時佳話。
現時長洲唯一供水來源，係由大嶼山銀鑛灣濾水廠以直徑5百毫米的海底水管輸送到長洲，萬一發生故障，長洲食水供應就會中斷。對此水務署認為有需要盡快改善；2013年香港政府計劃投資逾2億5千4百萬港元以敷設海底食水管。於同年3月向立法會財務委員會申請撥款，將長洲食水供應工程由乙級提升至甲級，工程範圍包括由大嶼山至長洲，橫跨北長洲海峽，以定向鑽挖敷設一條長約1點4公里、直徑500毫米的海底食水管道，以及在大嶼山和長洲敷設一條長約2百米、直徑450毫米的食水管道。工程計劃於同年9月展開，於2015年9月竣工。

### 張保仔與長洲

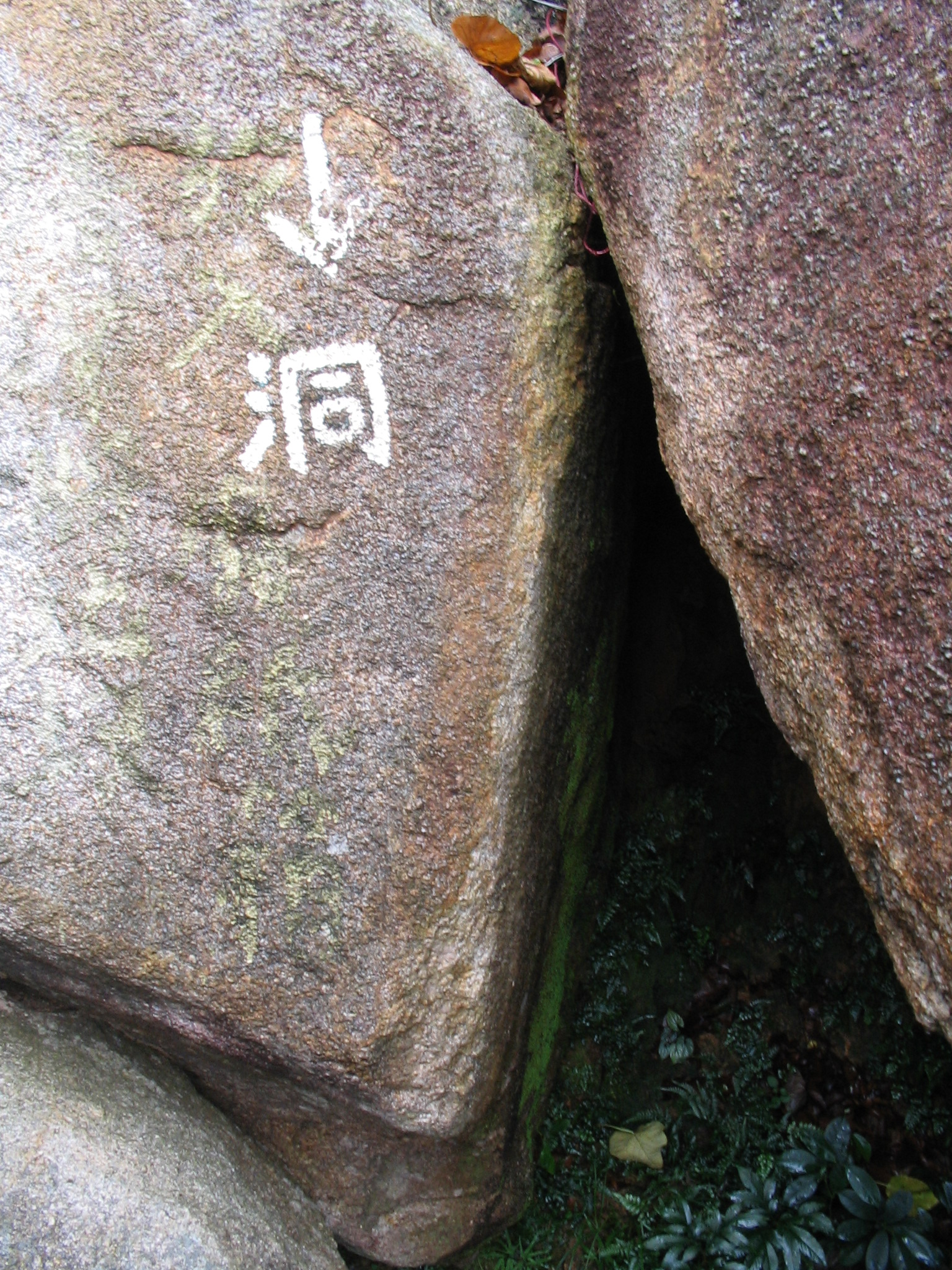
張保仔洞入口

張保仔是清代嘉慶年間的著名海盜，活躍於粵東一帶，後來獲朝廷招安。根據傳說，長洲西灣崖邊一個天然山洞乃當年張保仔躲避朝廷追捕的藏身之所，也是他收藏寶藏的秘密地點之一。這個後人稱為張保仔洞的山洞，現今已毫無寶藏的痕跡。由於洞身狹窄，僅可供一人通過，因此遊客須從洞一邊進入，再由另一邊離開。而要進入山洞，遊客亦須沿鐵梯而下，並要帶備電筒以供照明。儘管有不少人認為張保仔洞僅為後人穿鑿附會，惟該洞已經成為了長洲一處著名名勝，不少人在提起長洲歷史時，也會提起張保仔洞。

## 地理
長洲位於大嶼山及南丫島之間，面積約2.46平方公里，距離香港島西南部大約10公里。長洲東面有西博寮海峽與南丫島相隔開，而西面和北面亦隔著北長洲海峽，與大嶼山和喜靈洲相對望。長洲以南是南中國海，再遠一點是擔桿群島。
在地理學，長洲原本是兩座小島，但是受到島嶼形狀及季候風影響，海浪將海沙帶到兩島之端，形成沙咀。經過千萬年來日積月累的沉積，兩條沙咀不斷延長，最終連接起來，形成連島沙洲。正因如此，現今長洲南、北的形狀闊而大，但中部則窄而長，形狀呈啞鈴狀，故又稱作啞鈴島。
長洲南、北本為小島，因此地質由花崗岩構成；至於中部由海洋沉積物組成，屬於地表沉積物；正因為此原故，加上受到鄉村條例所監管，所以長洲大部分的建築物均只有3層高。長洲南、北皆山丘，中部為平坦土地，北部山丘較高，最高點有95米高。
西灣長年風平浪靜而成為天然避風塘，所以長洲碼頭亦設於西灣；至於東灣則長年因海浪帶來沉積物而形成著名的東灣泳灘。除東灣泳灘外，長洲其他主要沙灘則座落於西灣、觀音灣、大鬼灣和東灣仔等地，這些沙灘較細小、沙質較遜，位置比東灣偏僻。長洲西南的鯆魚灣和白鰽灣以及南部及東南部一帶海浪較大，亦以滿佈奇石聞名。著名奇石有五行石、龍王石、鰻魚石、坦克石、花瓶石和人頭石等，故當地又名長洲趣石林。
自然生態方面，長洲南、北都有樹林，在那裡一帶有黃室弄蝶和角翅弄蝶等出沒。此外在長洲還可以見到香港市花洋紫荊，而長洲關公忠義亭附近更有十多棵櫻花樹，是全港最大規模的櫻花群。這些櫻花樹屬於山櫻，最初於1975年從台灣引入35棵，但土壤欠佳，現時所餘不多。

## 氣候

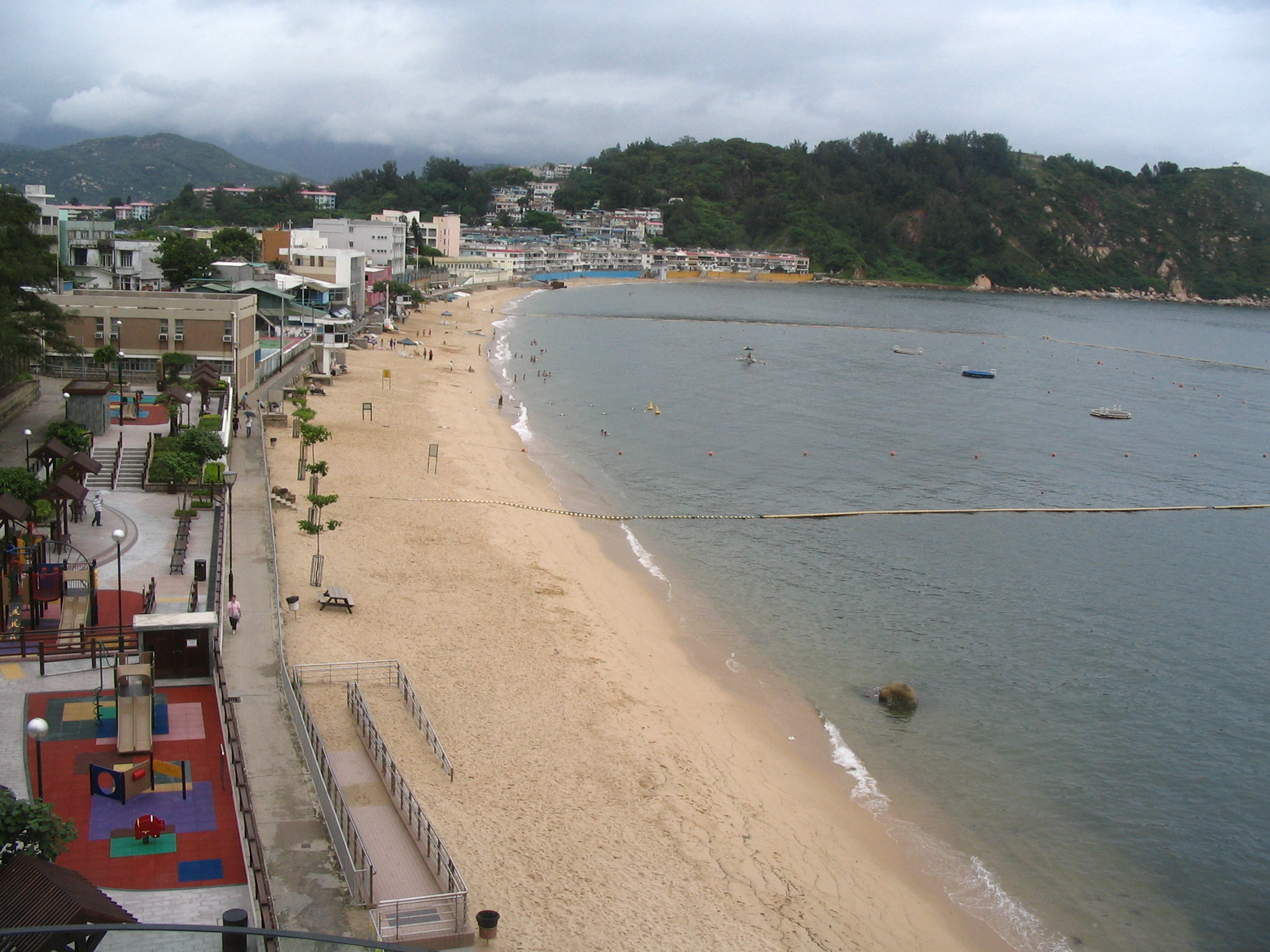
東灣
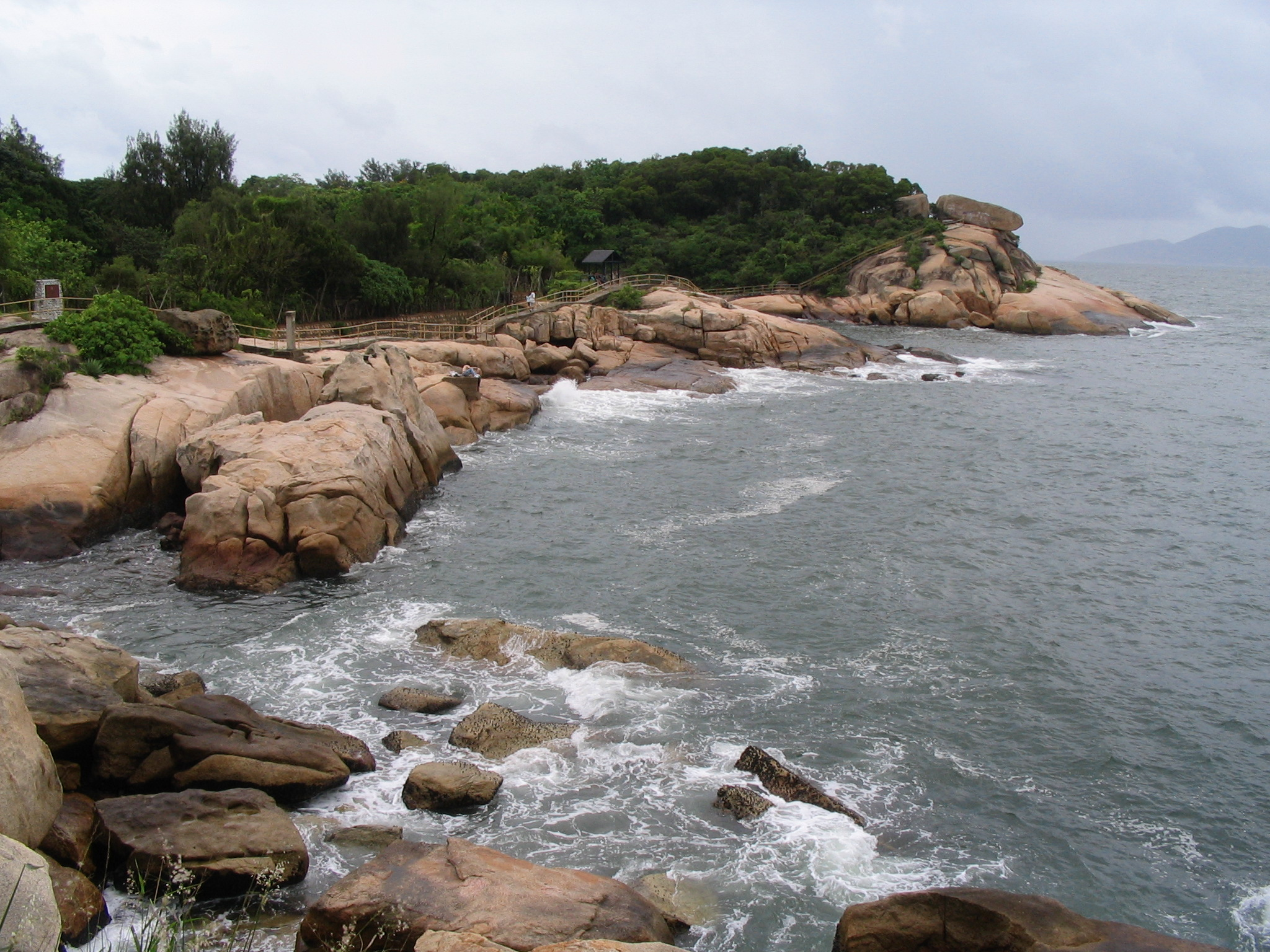
長洲西南部的鯆魚灣
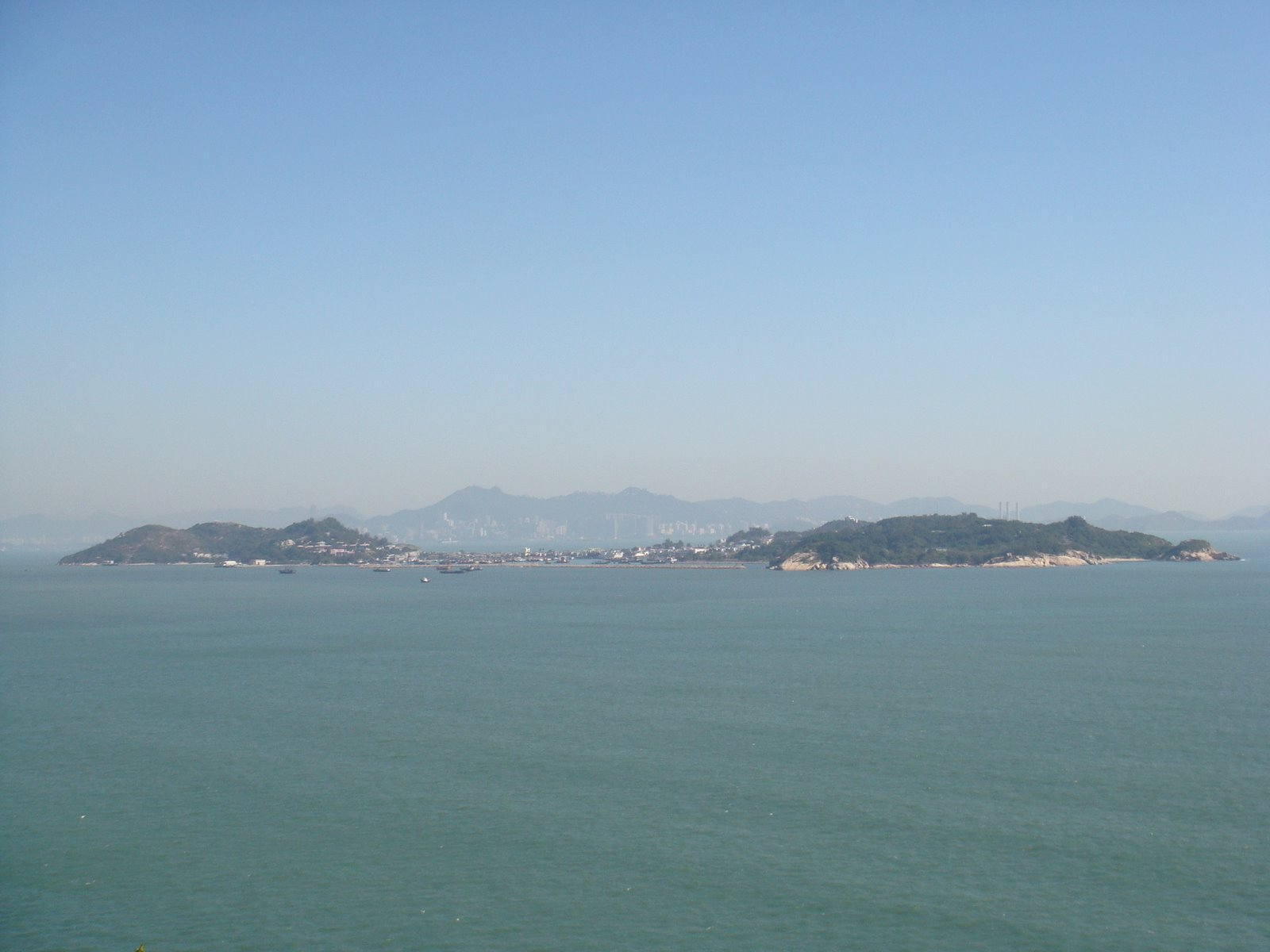
長洲全景
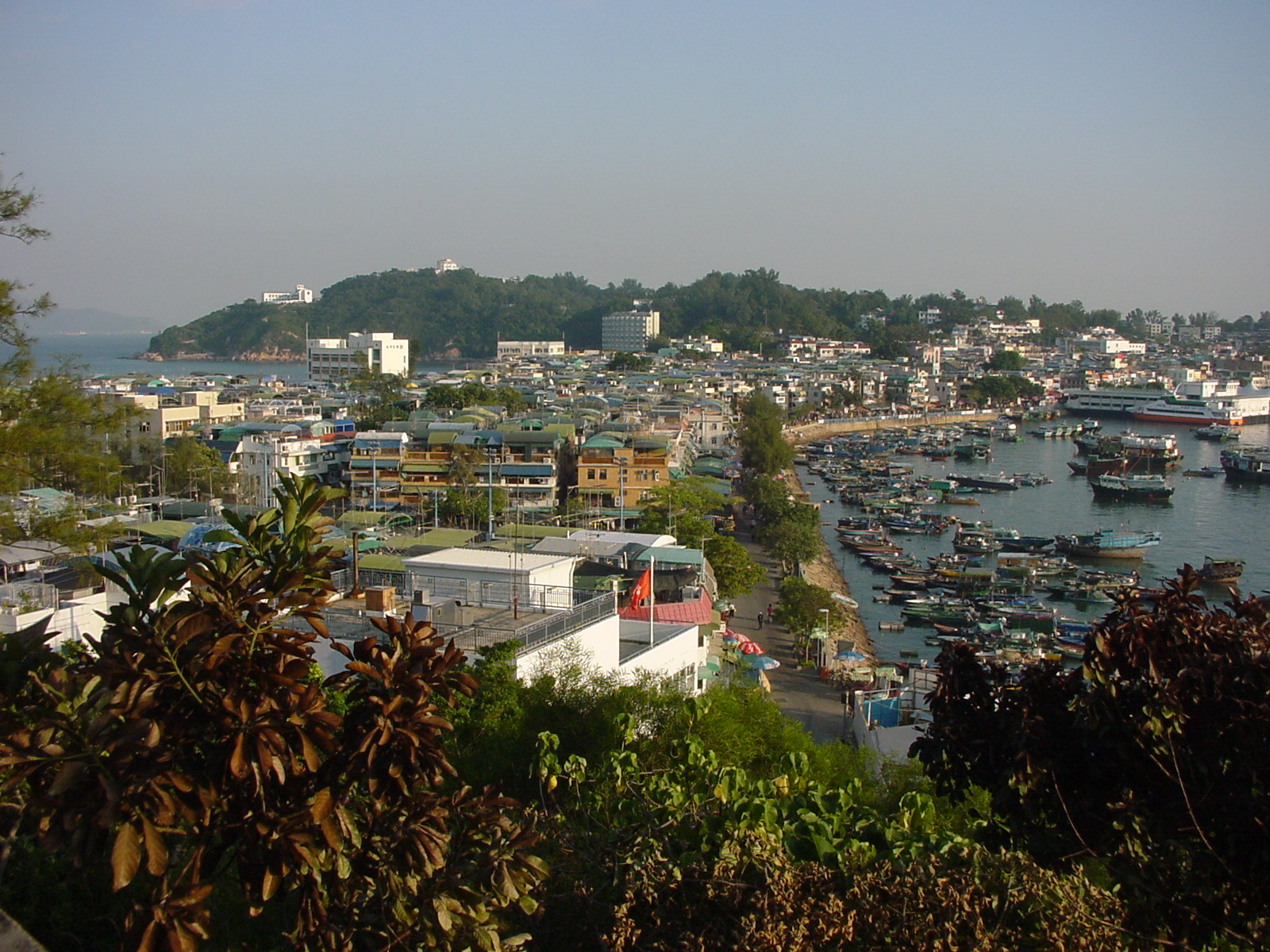
長洲西岸風景

| 長洲氣象站（平均數據1993－2023年，極端數據1992-2024年） | 長洲氣象站（平均數據1993－2023年，極端數據1992-2024年） | 長洲氣象站（平均數據1993－2023年，極端數據1992-2024年） | 長洲氣象站（平均數據1993－2023年，極端數據1992-2024年） | 長洲氣象站（平均數據1993－2023年，極端數據1992-2024年） | 長洲氣象站（平均數據1993－2023年，極端數據1992-2024年） | 長洲氣象站（平均數據1993－2023年，極端數據1992-2024年） | 長洲氣象站（平均數據1993－2023年，極端數據1992-2024年） | 長洲氣象站（平均數據1993－2023年，極端數據1992-2024年） | 長洲氣象站（平均數據1993－2023年，極端數據1992-2024年） | 長洲氣象站（平均數據1993－2023年，極端數據1992-2024年） | 長洲氣象站（平均數據1993－2023年，極端數據1992-2024年） | 長洲氣象站（平均數據1993－2023年，極端數據1992-2024年） | 長洲氣象站（平均數據1993－2023年，極端數據1992-2024年） |
| 月份                                                    | 1月                                                     | 2月                                                     | 3月                                                     | 4月                                                     | 5月                                                     | 6月                                                     | 7月                                                     | 8月                                                     | 9月                                                     | 10月                                                    | 11月                                                    | 12月                                                    | 全年                                                    |
| ------------------------------------------------------- | ------------------------------------------------------- | ------------------------------------------------------- | ------------------------------------------------------- | ------------------------------------------------------- | ------------------------------------------------------- | ------------------------------------------------------- | ------------------------------------------------------- | ------------------------------------------------------- | ------------------------------------------------------- | ------------------------------------------------------- | ------------------------------------------------------- | ------------------------------------------------------- | ------------------------------------------------------- |
| 历史最高温 °C（°F）                                     | 28.4 (83.1)                                             | 29.6 (85.3)                                             | 31.9 (89.4)                                             | 33.8 (92.8)                                             | 36.5 (97.7)                                             | 35.9 (96.6)                                             | 37.0 (98.6)                                             | 36.7 (98.1)                                             | 36.1 (97.0)                                             | 35.0 (95.0)                                             | 33.2 (91.8)                                             | 30.1 (86.2)                                             | 37.0 (98.6)                                             |
| 平均高温 °C（°F）                                       | 19.8 (67.6)                                             | 20.2 (68.4)                                             | 22.4 (72.3)                                             | 25.5 (77.9)                                             | 28.8 (83.8)                                             | 30.4 (86.7)                                             | 31.1 (88.0)                                             | 30.7 (87.3)                                             | 30.5 (86.9)                                             | 28.7 (83.7)                                             | 25.7 (78.3)                                             | 21.4 (70.5)                                             | 26.3 (79.3)                                             |
| 日均气温 °C（°F）                                       | 16.0 (60.8)                                             | 16.7 (62.1)                                             | 19.1 (66.4)                                             | 22.3 (72.1)                                             | 25.6 (78.1)                                             | 27.3 (81.1)                                             | 27.9 (82.2)                                             | 27.5 (81.5)                                             | 27.1 (80.8)                                             | 25.0 (77.0)                                             | 21.8 (71.2)                                             | 17.6 (63.7)                                             | 22.8 (73.1)                                             |
| 平均低温 °C（°F）                                       | 13.6 (56.5)                                             | 14.5 (58.1)                                             | 16.9 (62.4)                                             | 20.3 (68.5)                                             | 23.5 (74.3)                                             | 25.4 (77.7)                                             | 25.8 (78.4)                                             | 25.5 (77.9)                                             | 25.0 (77.0)                                             | 22.8 (73.0)                                             | 19.5 (67.1)                                             | 15.0 (59.0)                                             | 20.7 (69.2)                                             |
| 历史最低温 °C（°F）                                     | 1.9 (35.4)                                              | 4.3 (39.7)                                              | 6.4 (43.5)                                              | 10.3 (50.5)                                             | 15.7 (60.3)                                             | 19.7 (67.5)                                             | 21.8 (71.2)                                             | 22.1 (71.8)                                             | 19.8 (67.6)                                             | 14.7 (58.5)                                             | 8.3 (46.9)                                              | 4.5 (40.1)                                              | 1.9 (35.4)                                              |
| 平均降水量 mm（）                                       | 23.5 (0.93)                                             | 34.9 (1.37)                                             | 49.4 (1.94)                                             | 108.7 (4.28)                                            | 222.3 (8.75)                                            | 332.5 (13.09)                                           | 247.8 (9.76)                                            | 308.1 (12.13)                                           | 184.1 (7.25)                                            | 78.2 (3.08)                                             | 32.6 (1.28)                                             | 20.7 (0.81)                                             | 1,642.8 (64.67)                                         |
| 平均相對濕度（％）                                      | 75                                                      | 81                                                      | 84                                                      | 87                                                      | 88                                                      | 91                                                      | 90                                                      | 90                                                      | 84                                                      | 76                                                      | 75                                                      | 71                                                      | 83                                                      |
| 来源：香港天文台                                        |                                                         |                                                         |                                                         |                                                         |                                                         |                                                         |                                                         |                                                         |                                                         |                                                         |                                                         |                                                         |                                                         |

- 東灣
- 長洲西南部的鯆魚灣
- 長洲全景
- 長洲西岸風景

## 人口

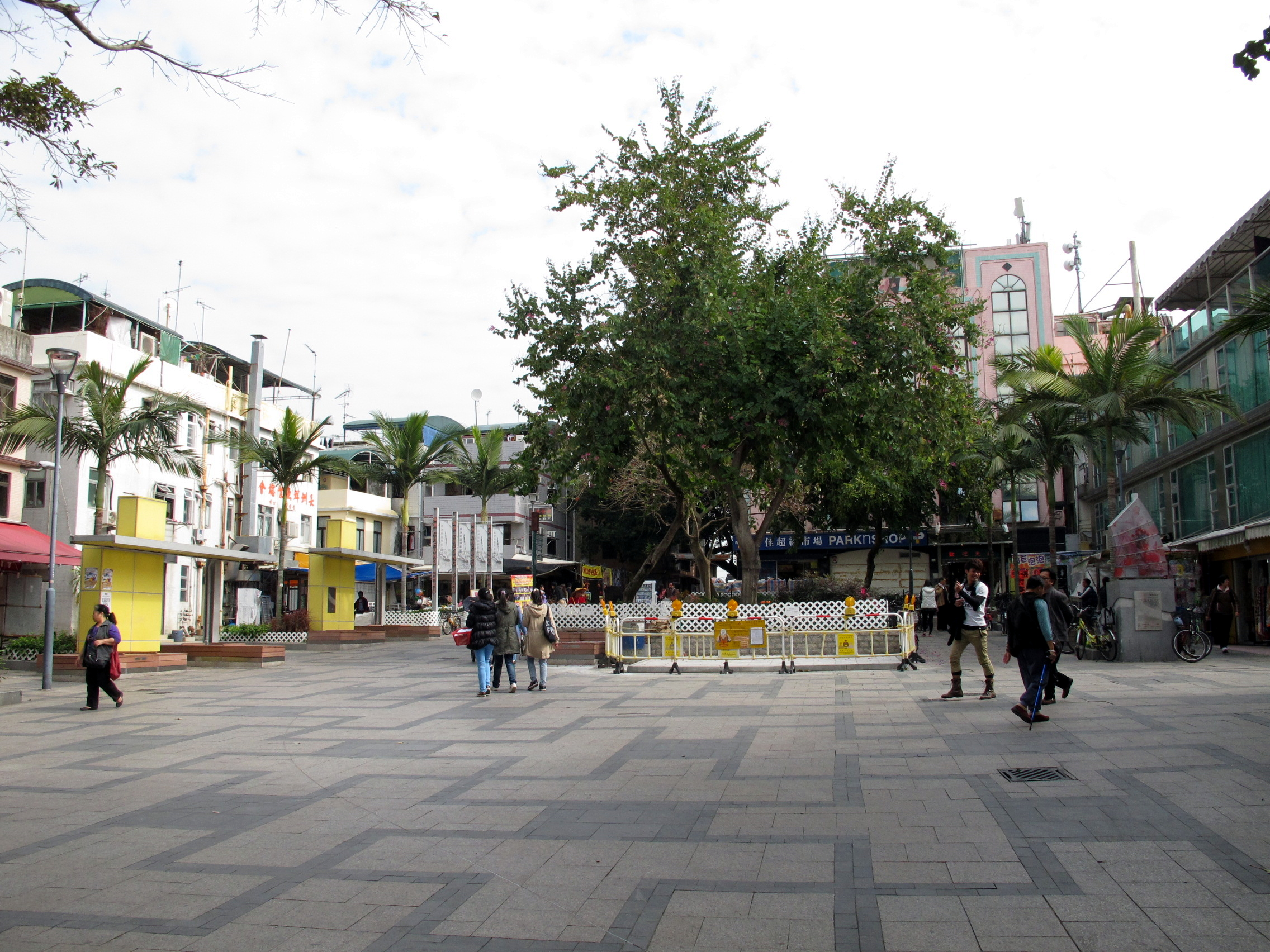
東灣路廣場

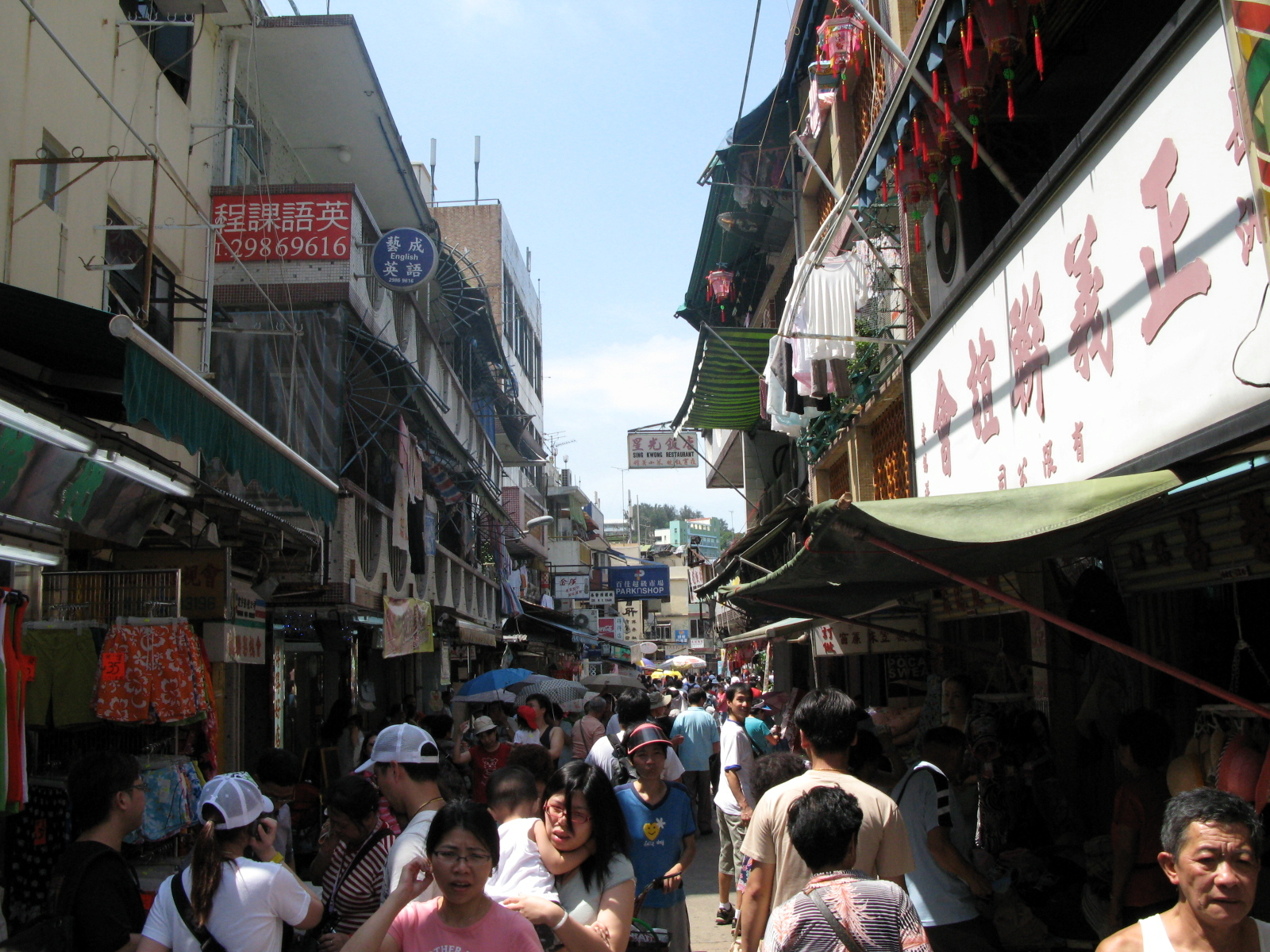
熙來攘往的新興街

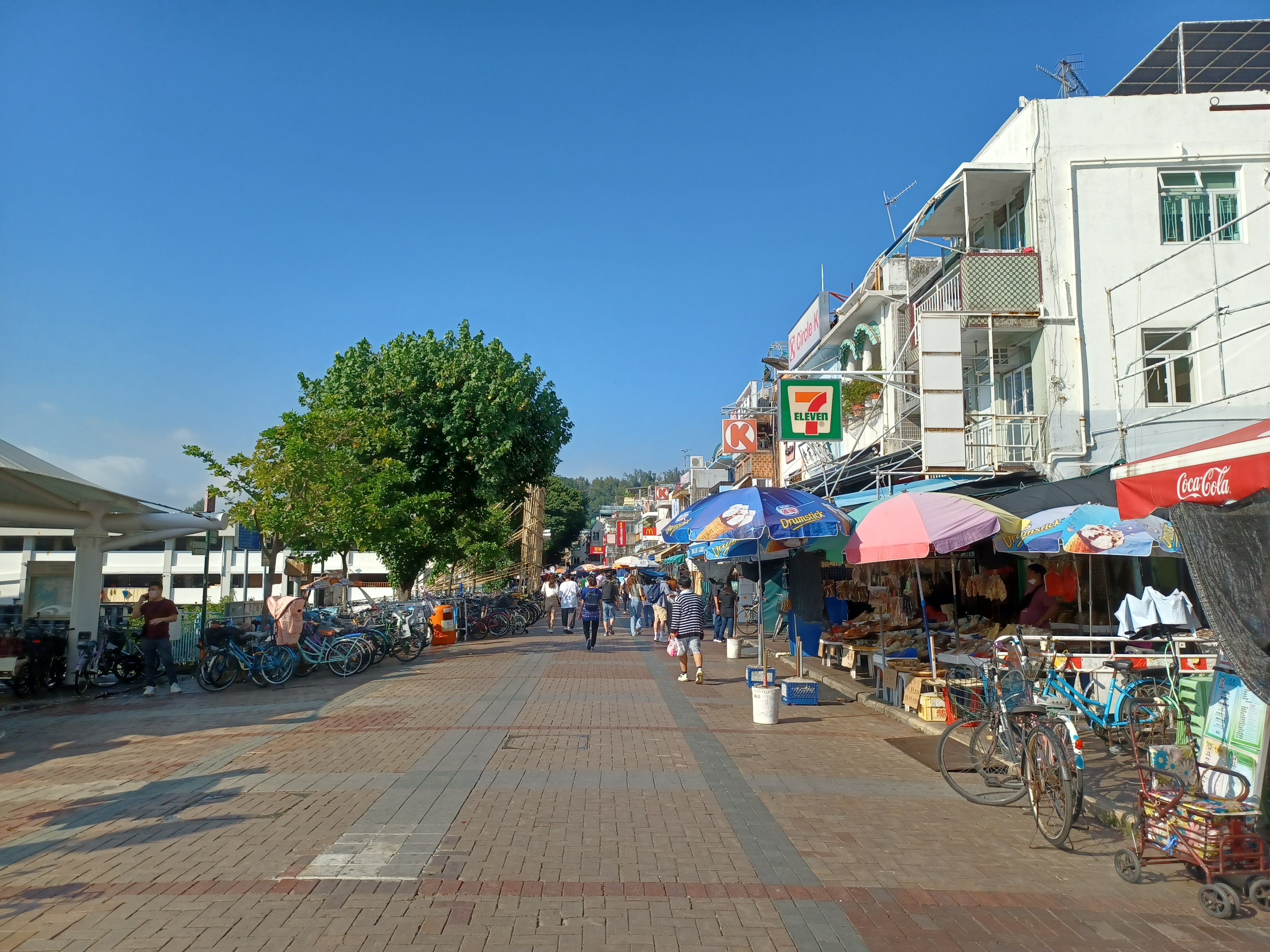
長洲碼頭對出的新興海傍街

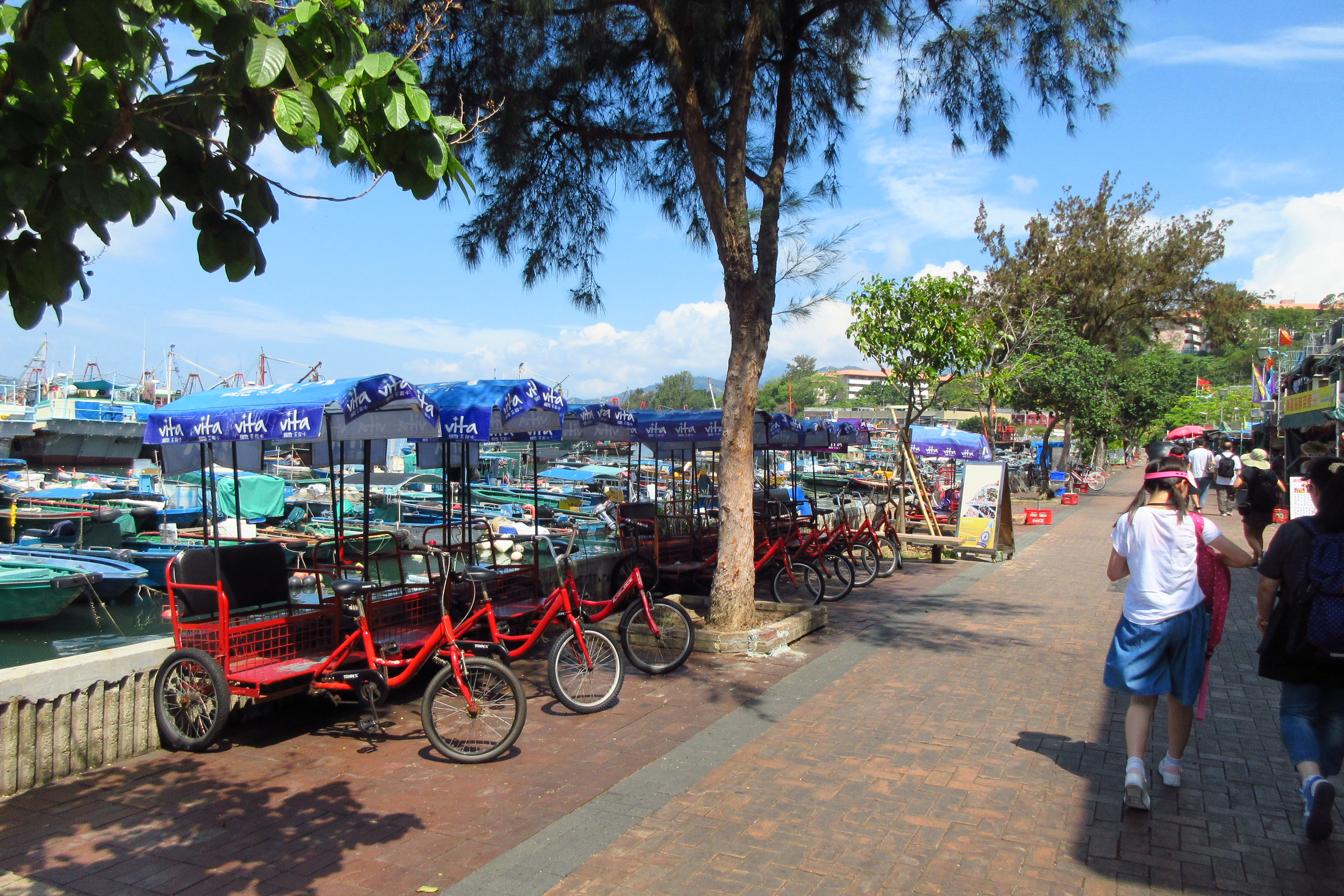
長洲最熱鬧街道之一的北社海傍路

香港開埠初期，長洲約有六百餘戶，至1898年英國租借時，陸上居住人口約為三千人，艇戶人口也有近五千人；至1930年代，長洲人口仍維持在七千人左右。日本佔領香港前，曾一度有大量難民湧入長洲，使人口突破一萬。長洲人口雖然在日治時期有所回落，但香港重光以後，難民再度湧入，使人口再次超過一萬人。長洲在第二次世界大戰後人口不斷上升，至1980年代後期時達至高峰的四萬人，此後人口回落，在1980年代後期跌至大約三萬人。根據政府於2006年的《中期人口普查》，長洲陸上人口則為24312人，是離島區人口最稠密的島。
截至2006年，長洲華人約佔總人口95.58%，其他亞裔人士及外籍人士佔總人口的不足百分之5。當地華人人口絕大多數說廣東話，並且來自本地（舊稱寶安縣）、東莞、四邑和惠陽及潮州四大地區。除此之外，也有來自各地定居的艇戶及商旅。當地有一黃姓大族，在島上擁有不少土地。

## 社區

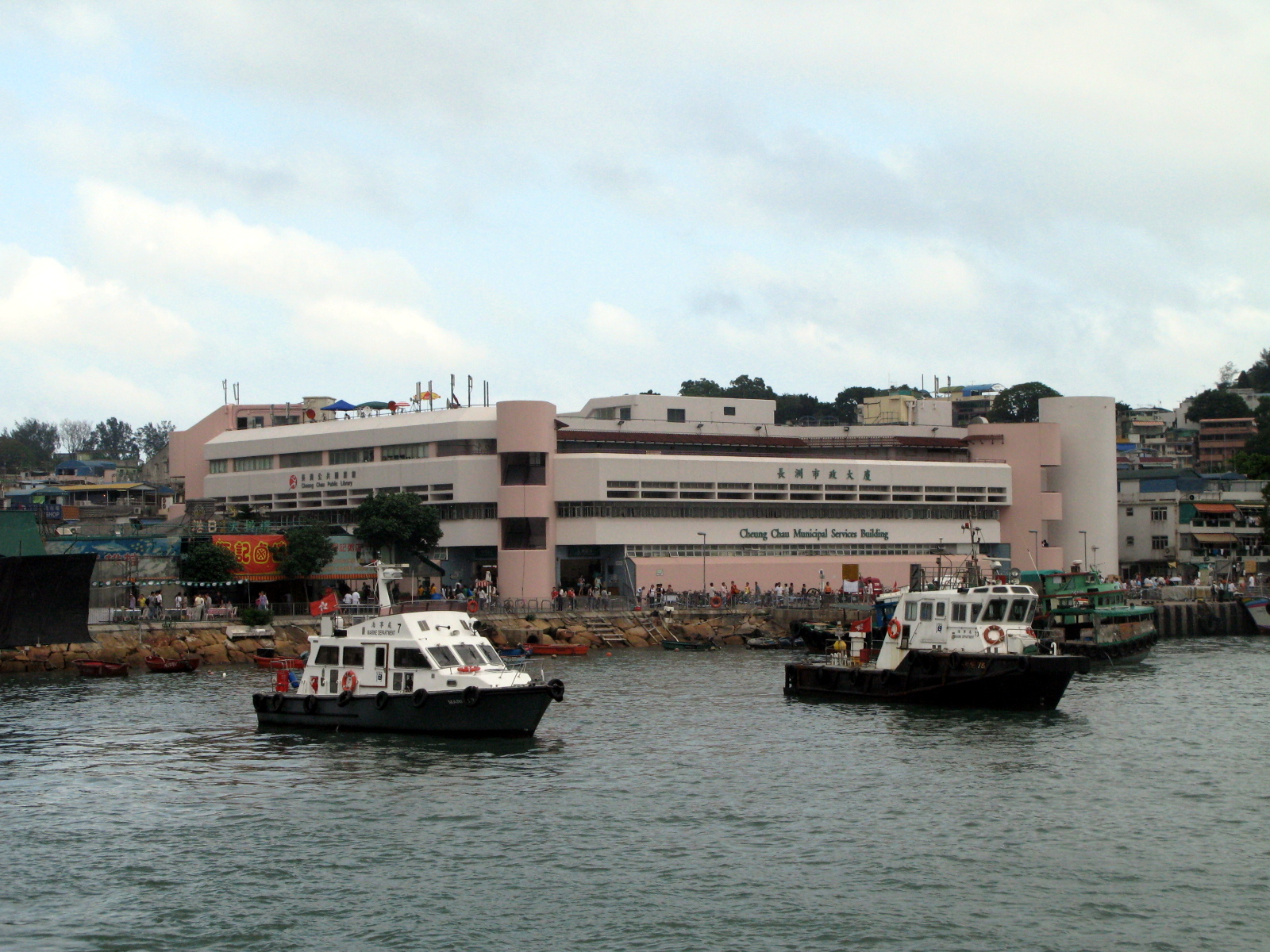
長洲市政大廈

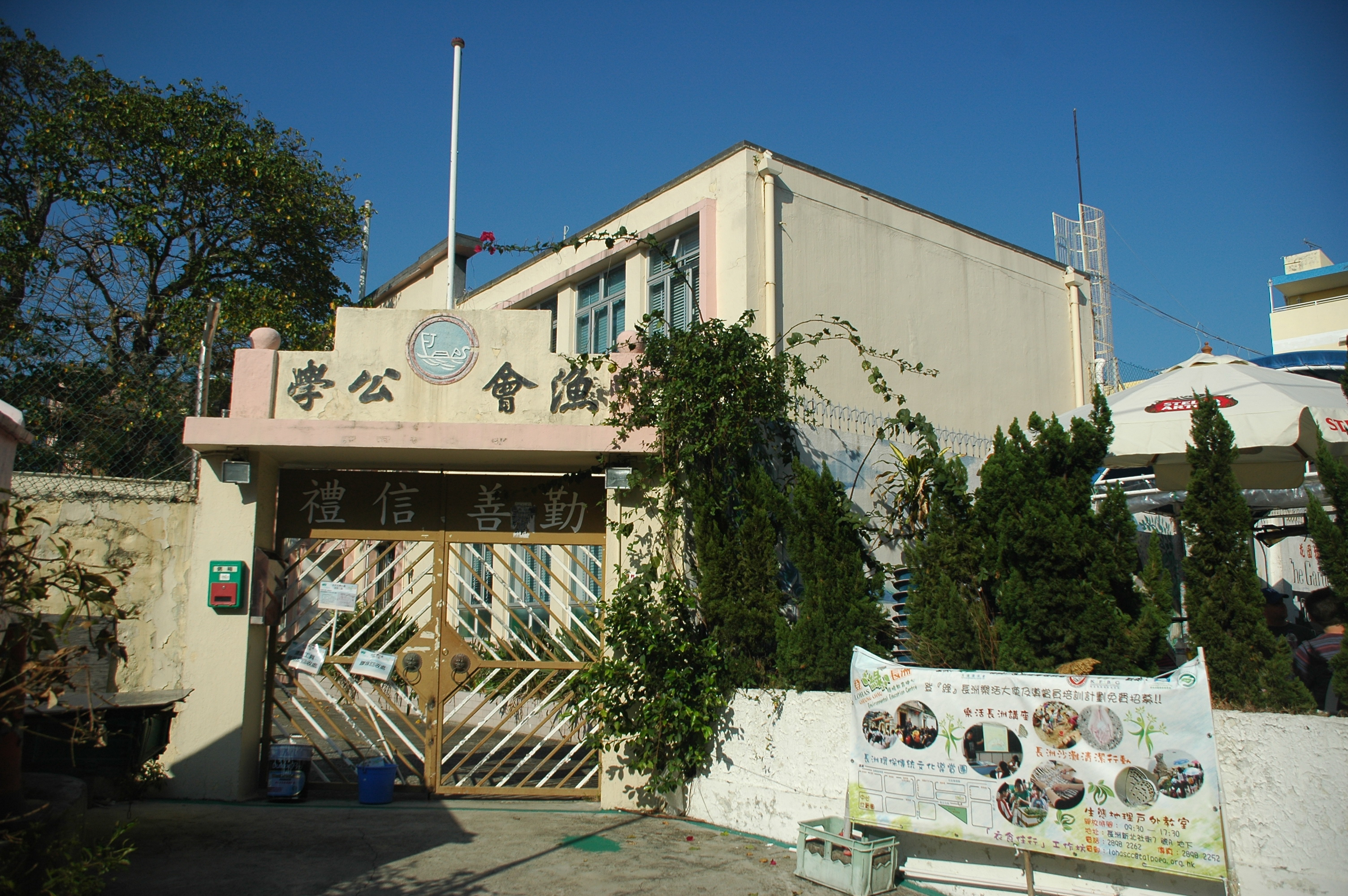
長洲漁會公學（已在2009年停辨）

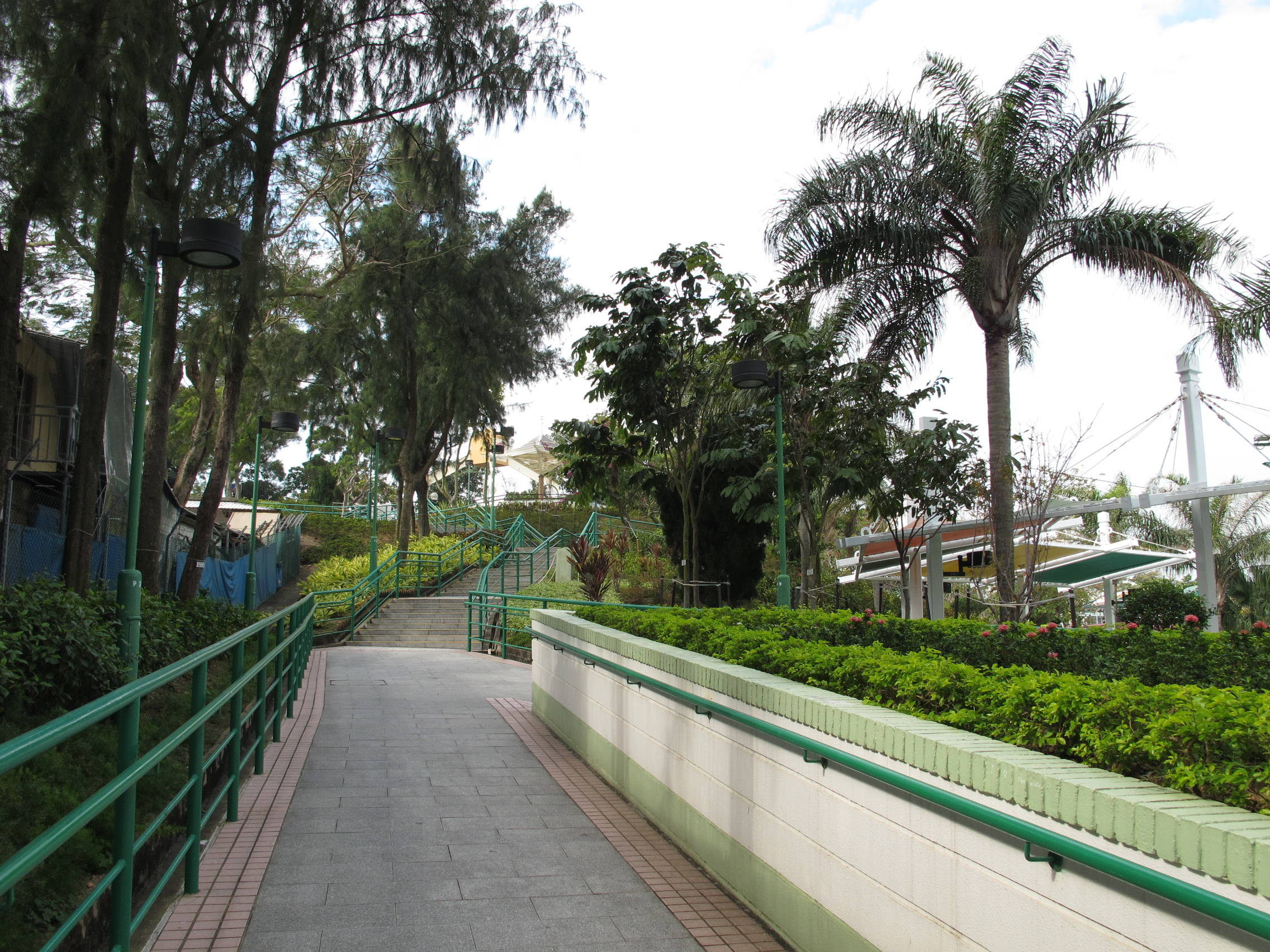
長洲公園

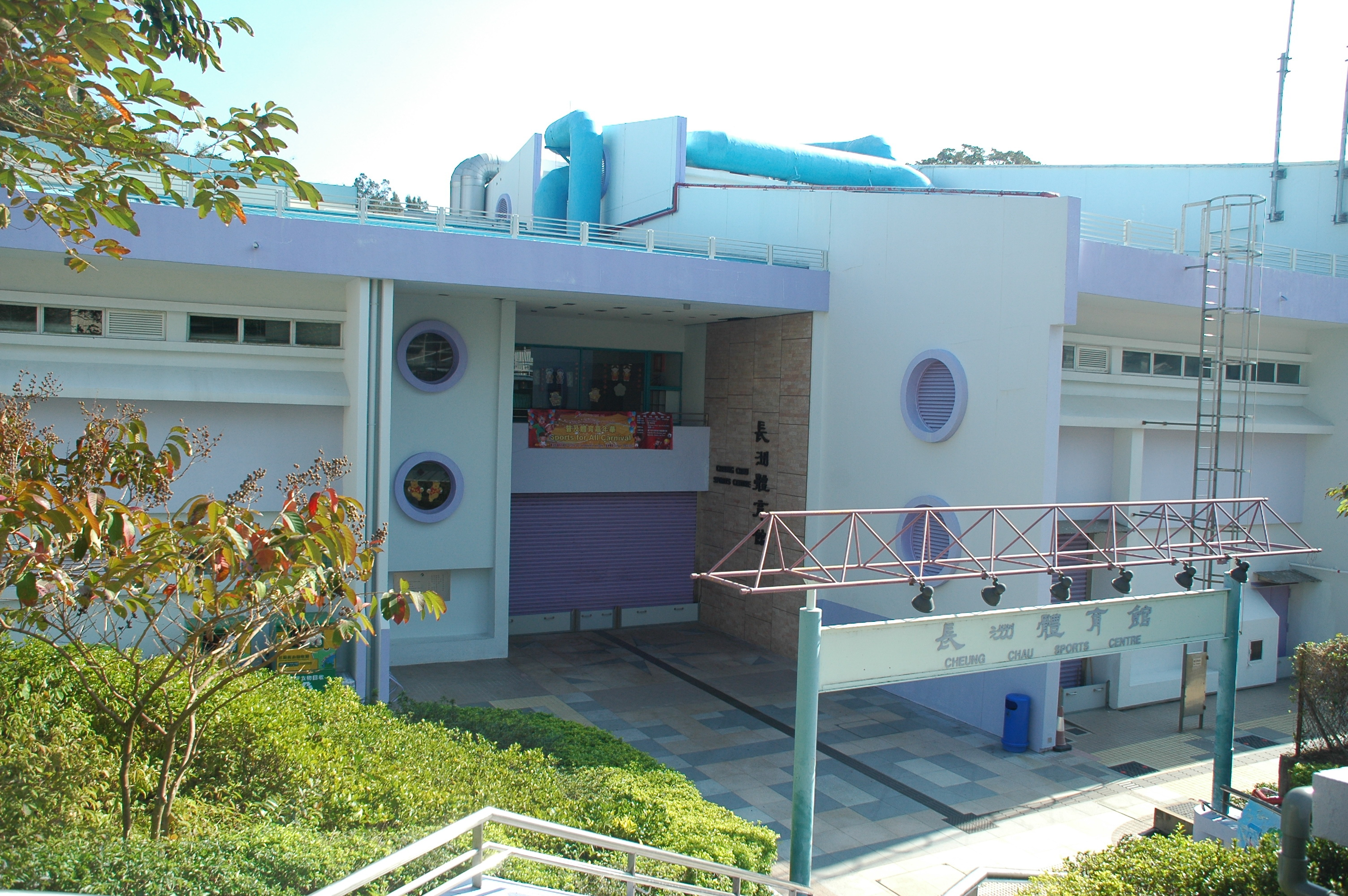
長洲體育館

根據政府於2006年的《中期人口普查》，長洲居民依次以居住村屋、公共屋邨長貴邨和雅寧苑、傳統村屋及私人樓宇為主，另外還有艇戶等。為了安置艇戶，長洲最早於1960年興建圓桌第一村，後來又於1967年至1972年興建圓桌二、三村、信義第一、二村、美經援村第一、二及三村。先後在1984年及2001年，政府興建長貴邨和雅寧苑兩條公共屋邨，以安置島上居民。
長洲社區設施齊全，現時有一所長洲市政大廈，設有街市等社區設施，另外島上還有郵政局、一所建於1913年的警署，及於1934年啟用的長洲醫院（又稱聖約翰醫院）。長洲本來還有一所開辦於1906年的方便醫院，但已於1988年停用。教育方面除1908年創校的長洲官立中學外，還包括長洲漁會公學（已在2009年停辦）、長洲佛教慧因法師紀念中學（已在2022年停辦）和建道神學院等等。
政府在長洲也有不少社區改善工程，例如在西灣興建長洲西堤道，連接長洲灣及美經援村一帶；另外又在東灣建立風帆紀念碑，以及附近的小長城（芝麻坑家樂徑）。

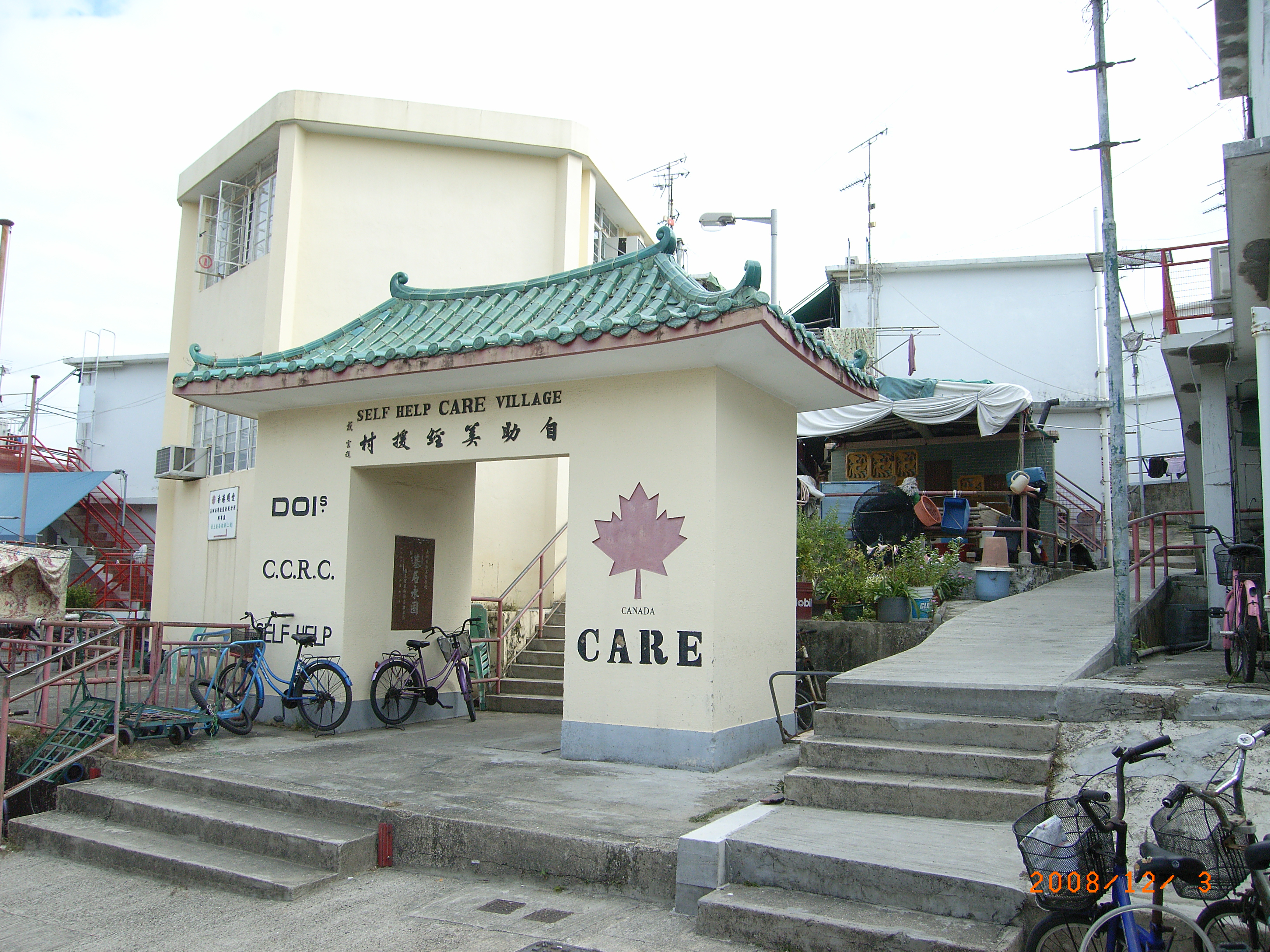
自助美經援村

1982年前長洲的電力由長洲電力公司供電，其後中華電力收購之。

## 經濟

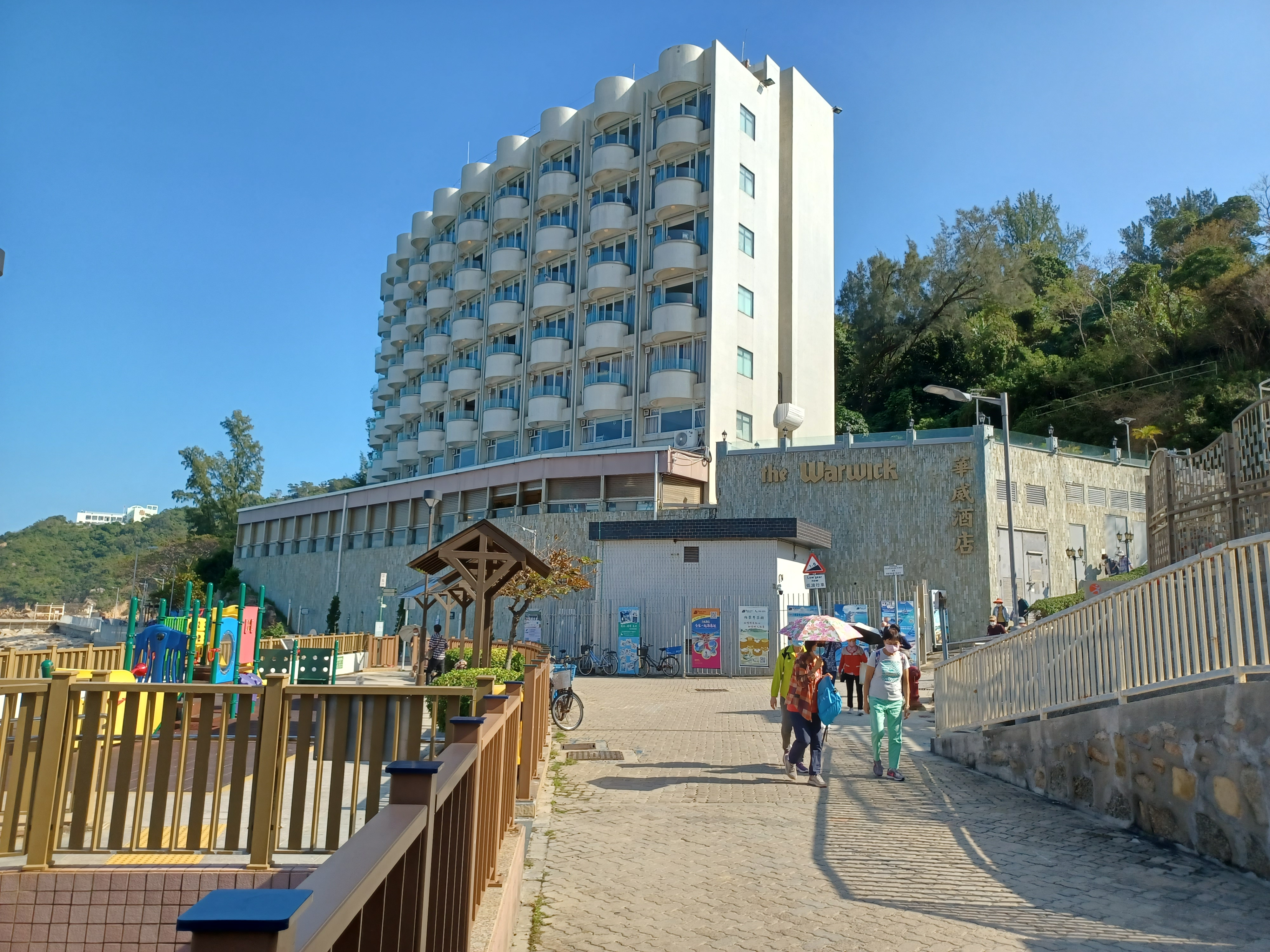
位於東灣的華威酒店

傳統上長洲島民以捕魚為生，漁業曾經為當地主要經濟命脈。由於捕漁業興旺，當地造船業及漁業製造業亦曾隨之而興起。相反長洲山多平地少，加上水源缺乏，當地一直難以發展農業。此外長洲傳統經濟活動還包括食品加工業，當中又以鹹魚和蝦膏最為普遍。
隨著經濟轉型，自1970年代開始，旅遊業漸漸成為長洲的主要經濟支柱。不過在1990年代末及2000年代初，當地的主要出租渡假屋東堤小築發生連串燒炭自殺事件，渡假屋及旅遊業務一度受到打擊。事後當地的旅遊業慢慢轉型，令長洲成為以歷史文化為主題的旅遊熱點。除出租渡假屋外，長洲在2000年代還引入新式的歐美式渡假旅館（B&B）；至於位於東灣的華威酒店則是當地唯一一所酒店，島上也有一些青年旅舍。

## 學校
- 中學
  - 佛教慧因法師紀念中學（1987年創辦，2022年停辦）
  - 長洲官立中學（1908年創辦）
  - 明愛聖保祿中學（已停辦，原址改為「明愛陳震夏郊野學園聖保祿校舍」）

- 小學
  - 國民學校（1899年創辦）
  - 長洲聖心學校（1953年創辦）
  - 中華基督教會長洲堂錦江小學（1978年創辦）
  - 長洲公立學校（1920年創辦）（已停辦）
  - 香港長洲順德公立學校（1958年創辦）（已停辦）
  - 長洲漁會公學（1958年創辦）（2009年停辦）

- 幼稚園
  - 長洲聖心幼稚園（1953年創辦）
  - 中華基督教會長洲堂錦江幼稚園（1960年創辦）
  - 路德會呂君博幼兒園（1967年創辦）
  - 路德會陳恩美幼兒園（1974年創辦）
  - 國民學校漢師中英文幼稚園（1970年創辦）
  - 長洲花地瑪幼稚園（1988年創辦）（已停辦）
  - 趣思中英文幼稚園（1998年創辦）（已停辦）
  - 德頴幼兒園（已停辦）

## 醫療
- 長洲醫院
- 長洲方便醫院（已停辦）

## 藝術
長洲的Old Old Maru工作室以「升級再造」及環保作主題，利用廢紙再造成筆就是其手作之一。

## 文化

### 旅遊名勝

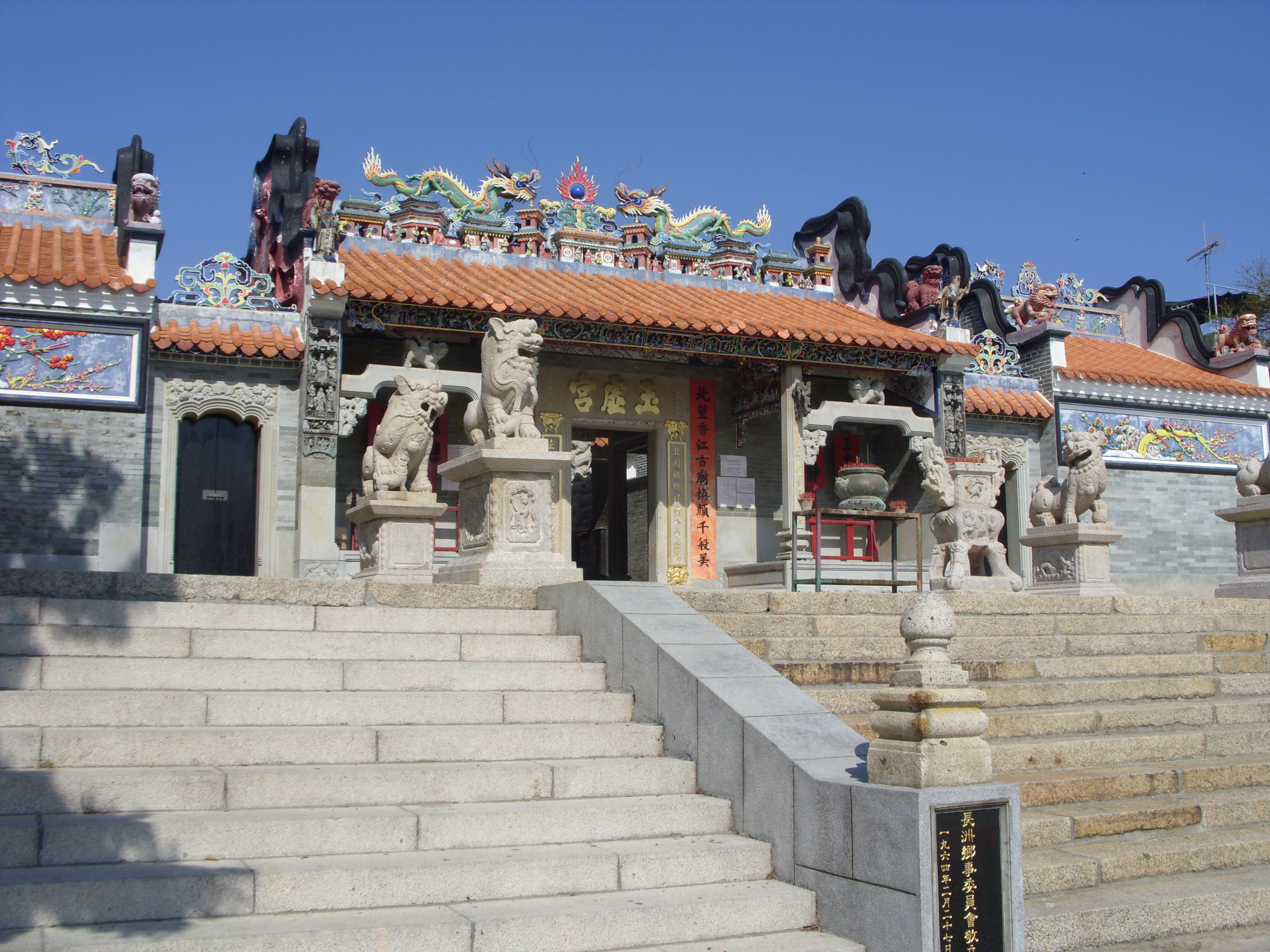
長洲北帝廟又名玉虛宮、北社等

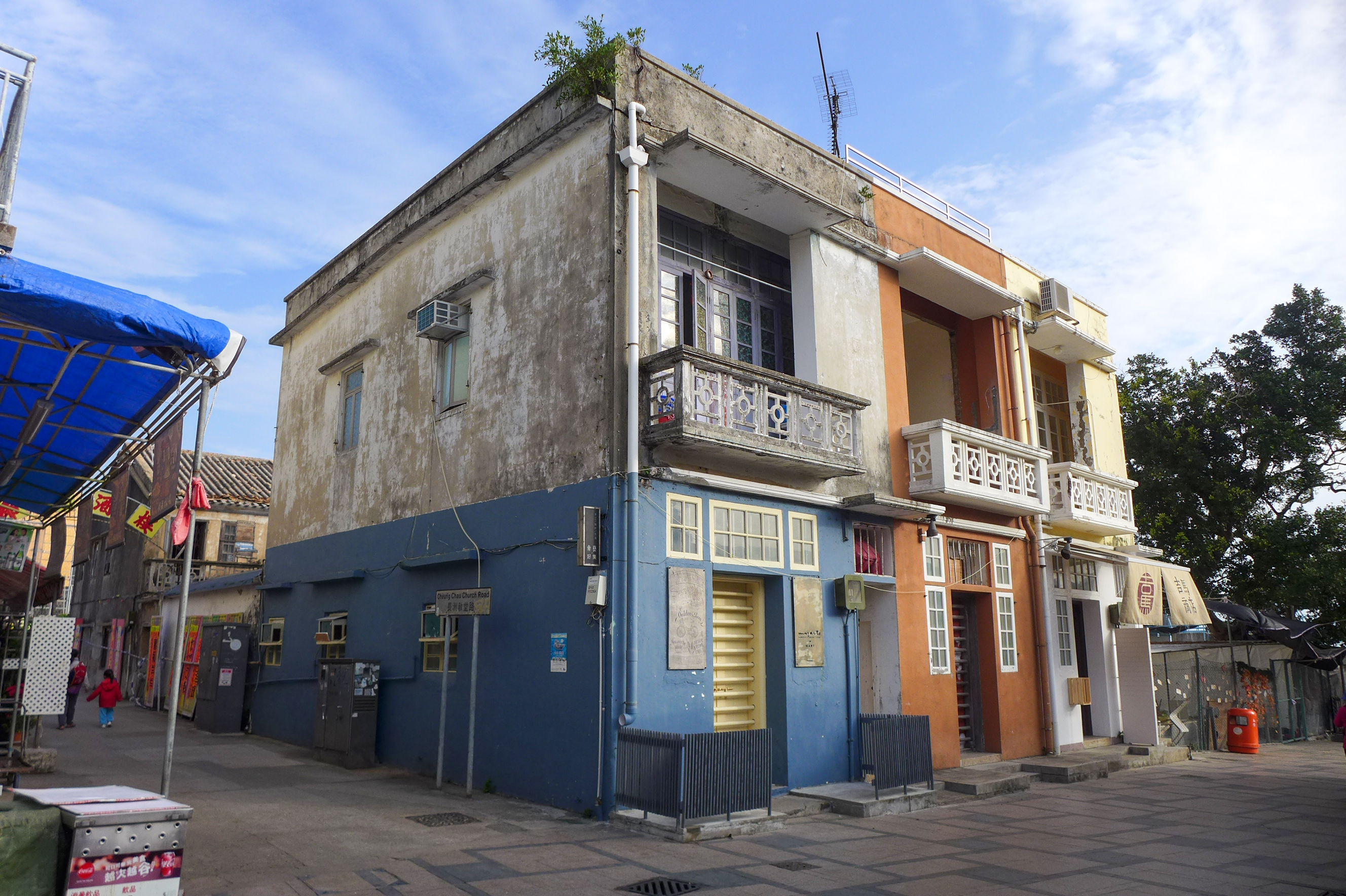
建於1940年代，位於長洲東灣路1-3號的舊屋為不少旅客拍照留念的地方

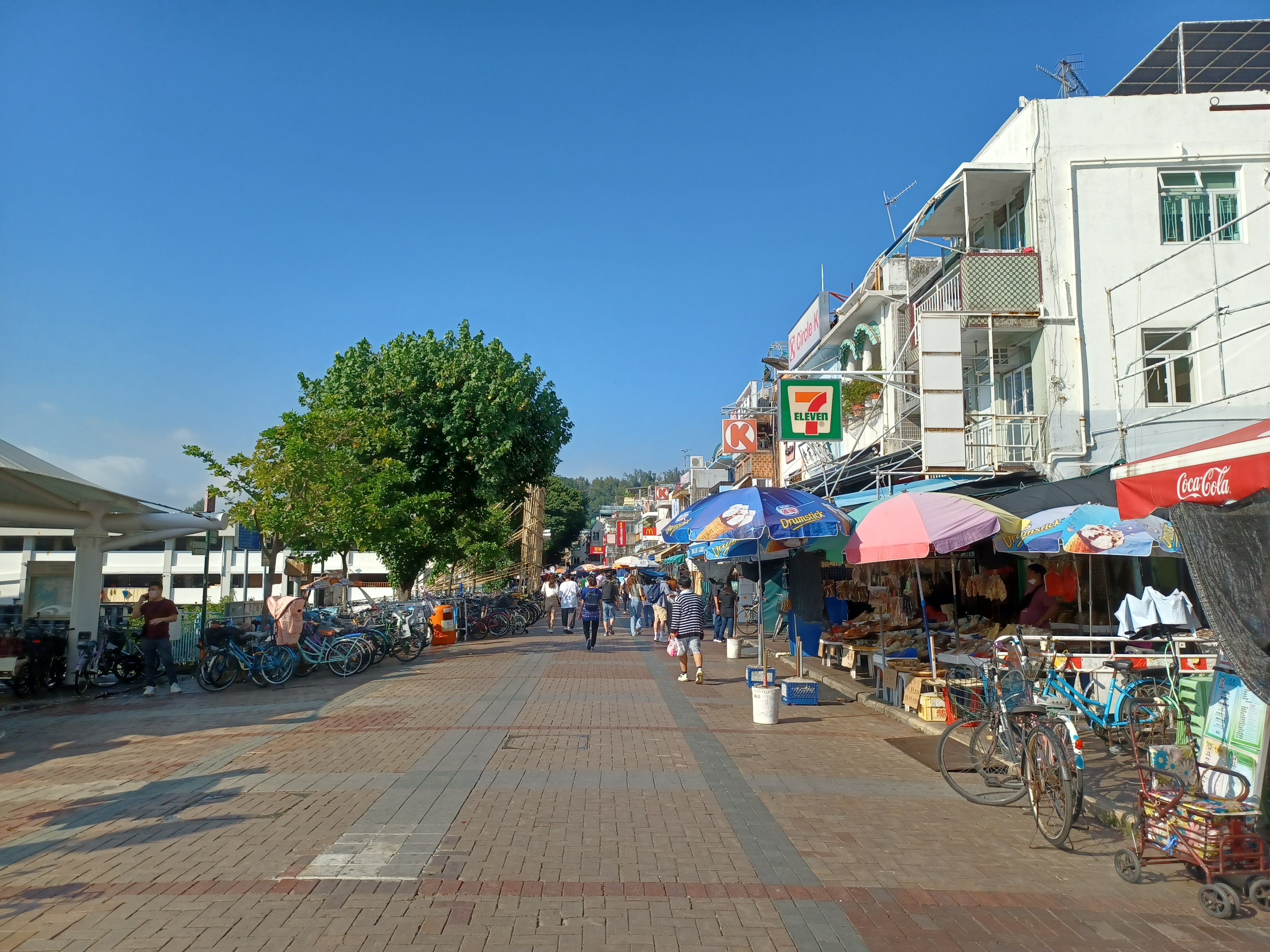
長洲碼頭對出的新興海傍街

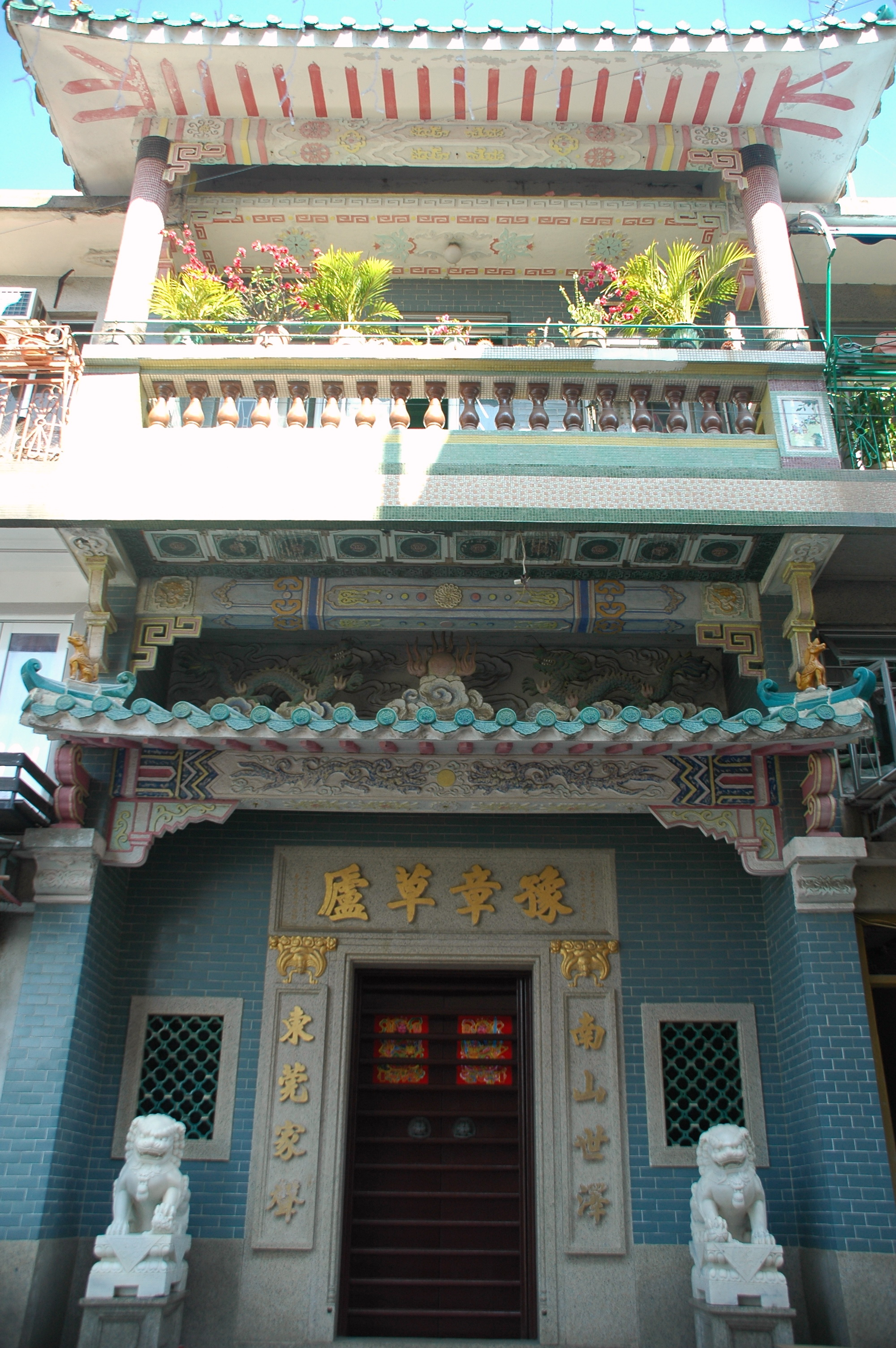
位於北社街6號的豫章草廬

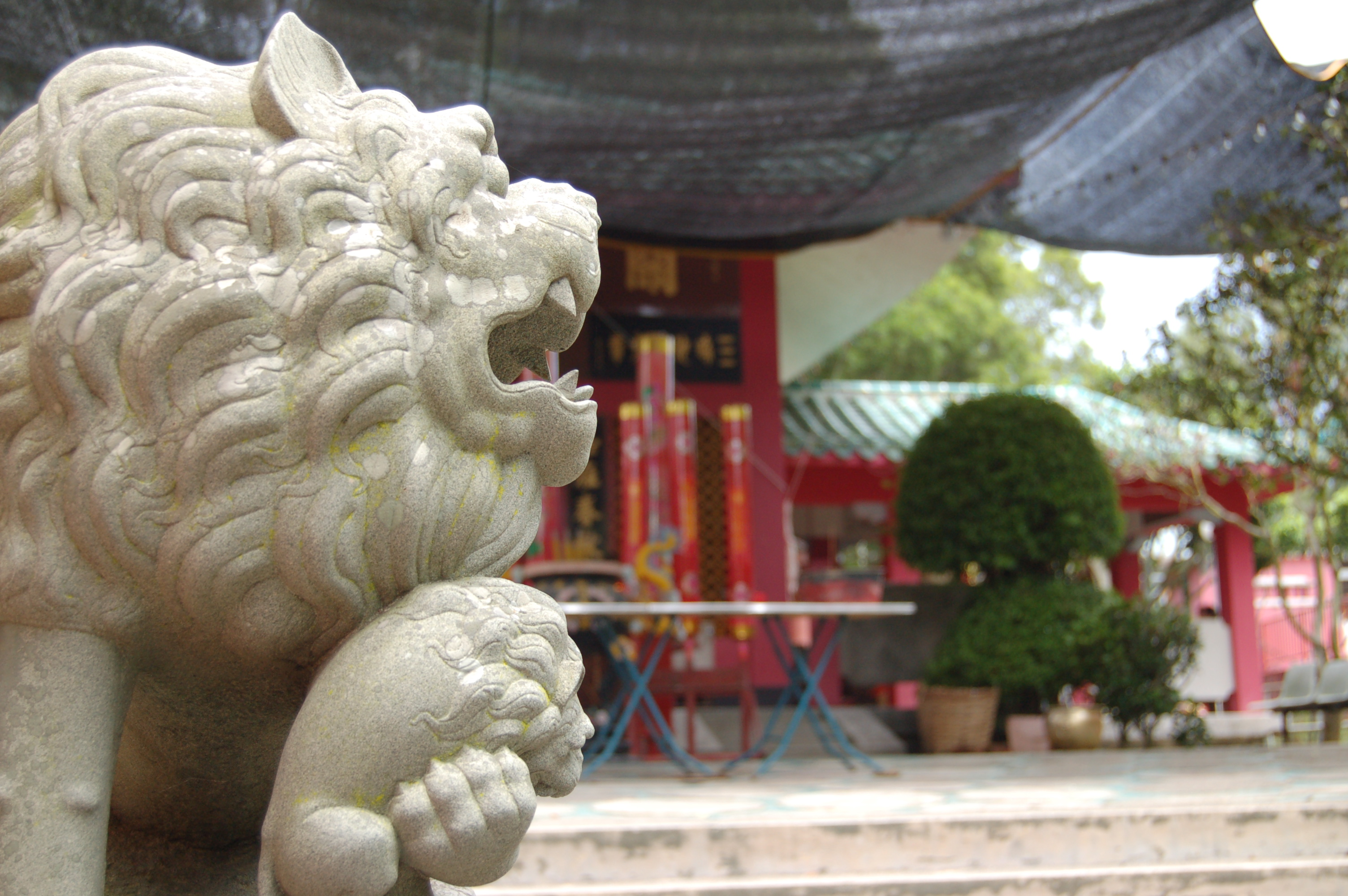
長洲關公忠義亭亭外一隅

長洲擁有不少著名的旅遊名勝，其中位於東灣華威酒店旁的長洲石刻更是香港法定古蹟之一。此外島內廟宇亦多不勝數，除規模較大的長洲玉虛宮外，還有四所天后廟，分別是北社天后古廟、南氹天后古廟、大石口天后古廟和西灣天后宮。長洲另外亦有一所洪聖古廟（嘉慶十八年，1813年）、一所水月宮（創建年份不明）和建於1973年的關公忠義亭。每年2月是關公忠義亭的山櫻的開花期，吸引不少人前往欣賞。
其他著名名勝包括前述的張保仔洞和東灣泳灘；以及長洲趣石林、豫章草廬（嘉慶二十一年，1816年）、大石口的義塚（同治十二年，1873年）及摩崖石刻（約20世紀初）、方便醫院（光緒三十二年，1906年）、山頂地界石（1919年）和東南面的小長城等等。在西灣長洲碼頭一帶，則佈滿海鮮食肆。

### 傳統節慶
除了香港的公眾假期外，長洲保留不少傳統節日。值得注意的是，長洲天后誕訂於農曆三月十八，比其他地方的三月廿三早五天。長洲傳統節慶包括：
| 日期         | 節日     |
| ------------ | -------- |
| 農曆正月初一 | 農曆新年 |
| 農曆正月十五 | 元宵節   |
| 農曆三月初三 | 北帝誕   |
| 農曆三月十八 | 天后誕   |
| 農曆四月初八 | 太平清醮 |
| 農曆五月初五 | 端午節   |
| 農曆六月廿四 | 關帝誕   |
| 農曆八月十五 | 中秋節   |

### 長洲太平清醮

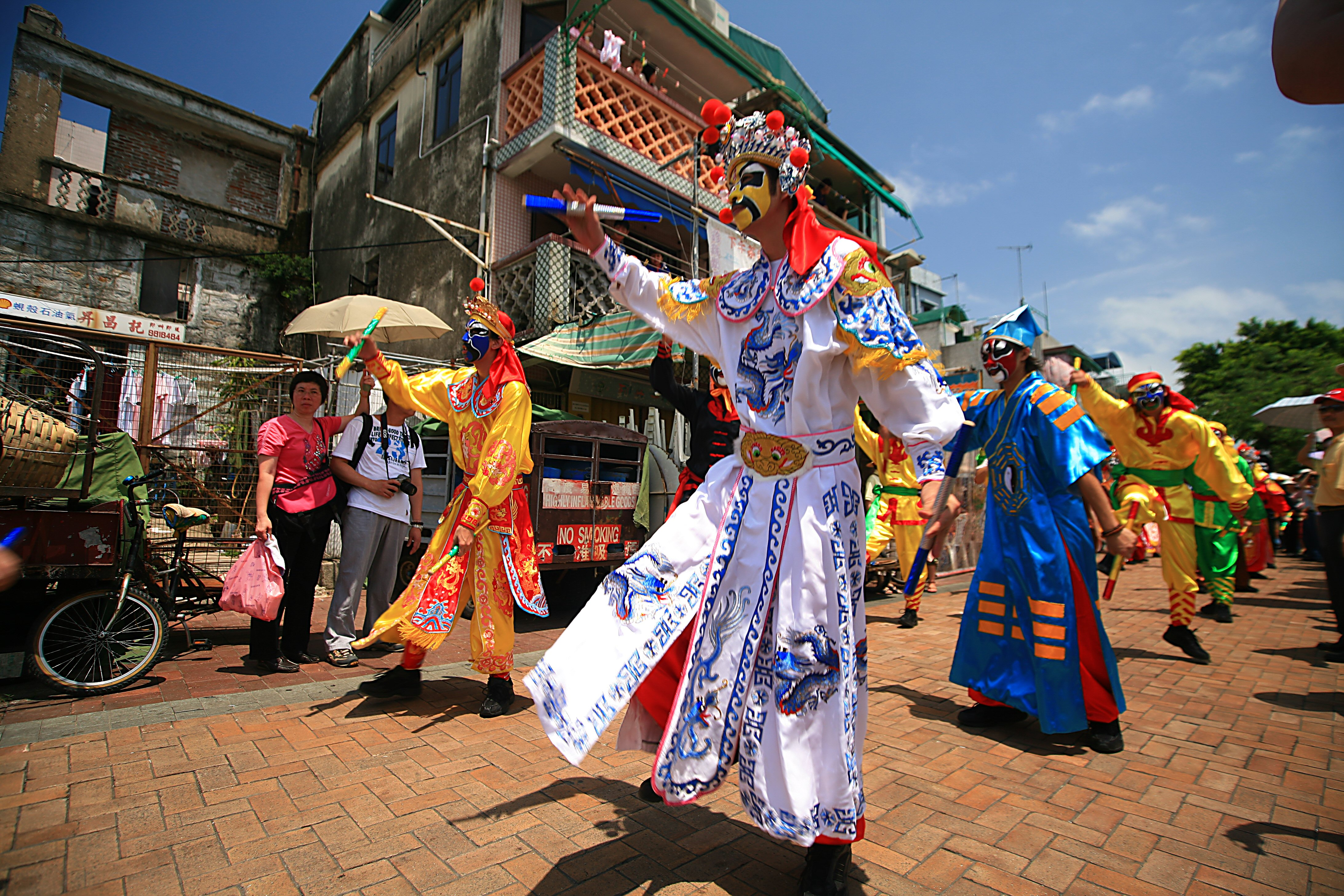
於日間舉行的飄色巡遊

長洲太平清醮源於長洲一段重要的事件，據聞清代乾隆年間，長洲發生嚴重瘟疫，後來居民得到玄天上帝指引，延僧設壇，超渡亡魂，並捧神像遊行，瘟疫才告平息。長洲居民自此以後為酬謝神恩，每年農曆四月都會舉辦太平清醮，並在今長洲玉虛宮外建醮慶祝。
時至今日長洲太平清醮已成為當地每年最重要的傳統節日，吸引大批遊客慕名到訪參觀，把長洲擠得水洩不通。一般而言在日間，長洲會有會景巡遊、醒獅、麒麟表演以及飄色巡遊；到午夜時份在玉虛宮外更有聲勢浩大的搶包山活動。據稱吃到包山上的平安包將可保一年平安。搶包山活動在1978年曾因包山意外倒塌，而被港府禁止，至2005年經官民交涉後，搶包山活動才以競賽形式重新恢復。
此外在打醮期間，居民不可殺生，長洲當天只會有素食供應，即使島上的連鎖快餐店麥當勞也不例外，只供應香菇包、薯條和蘋果批等無肉食物。

### 海陸豐傳統節慶
長洲是海陸豐人的聚居地，截至2018年起約有八千名居民。而每逢農曆正月十五日後的第一個星期日，會有數千客人到長洲食一餐海陸豐美食，慶祝新年。他們的傳統新年食品是菜茶又名七樣羹，有財源滾滾之意。

## 交通

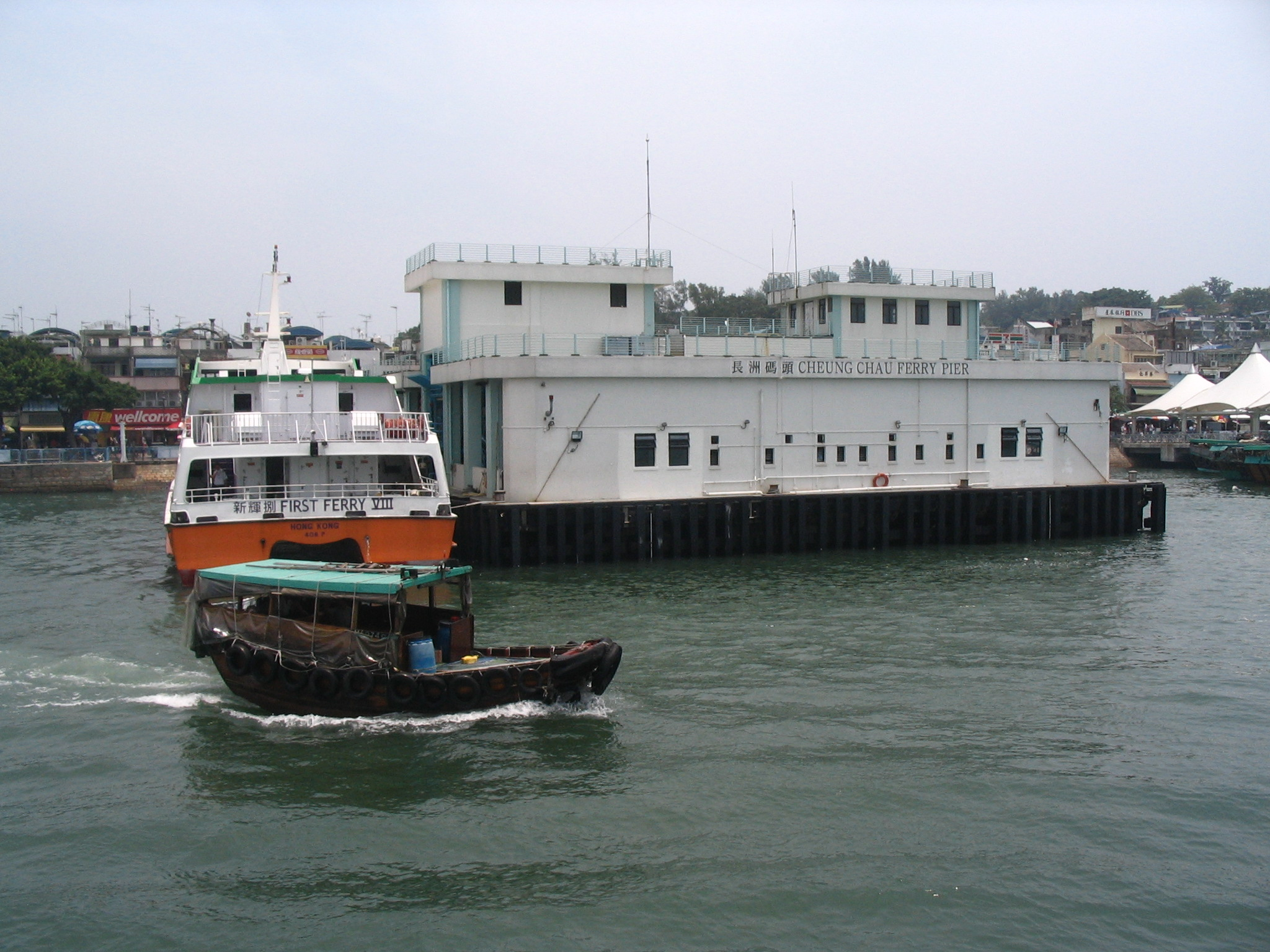
長洲渡輪碼頭

除了提供予安老院的電動小型車輛運輸服務外，不設陸上客運服務。島上只准載貨的鄉村車輛、緊急服務車輛如消防車、警車和救護車及單車行駛，對外交通則完全依靠渡輪：
- 新渡輪[47]：
  - 長洲－中環線：24小時往返長洲及中環。
  - 橫水渡線：途經坪洲－梅窩－芝麻灣－長洲。
- 街渡
  - 來往長洲公眾碼頭及長洲西南面的西灣美經援村（近張保仔洞）。
  - 來往長洲公眾碼頭及大嶼山的澄碧村。
  - 另有不定期的貨運街渡來往大嶼山及九龍。

島上設有租賃單車的店舖，來往島內各處可以選擇以單車代步，而碼頭前的單車停泊處是當地單車集中地。

## 著名居民

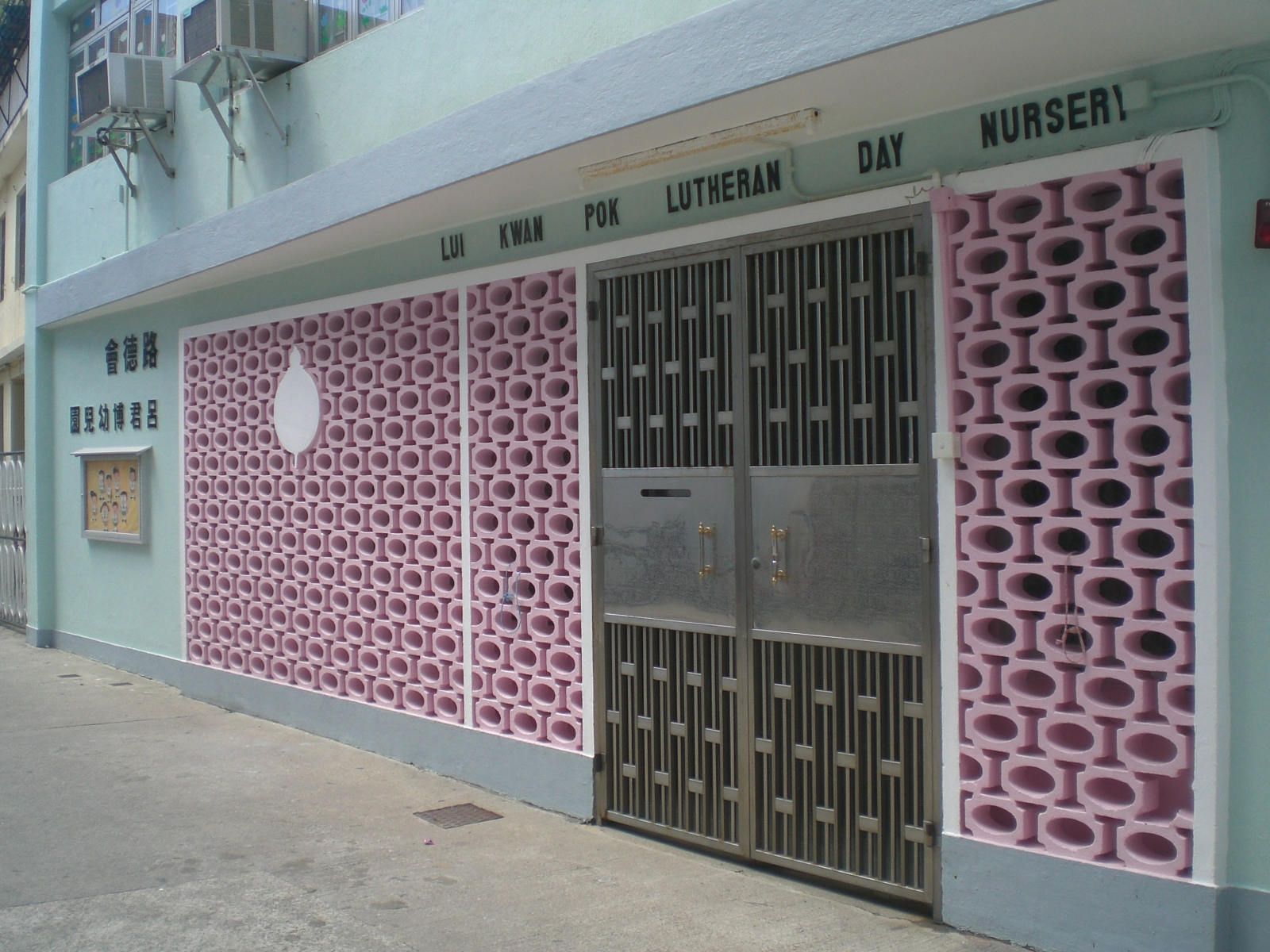
以總探長呂樂父親呂君博命名的幼兒園

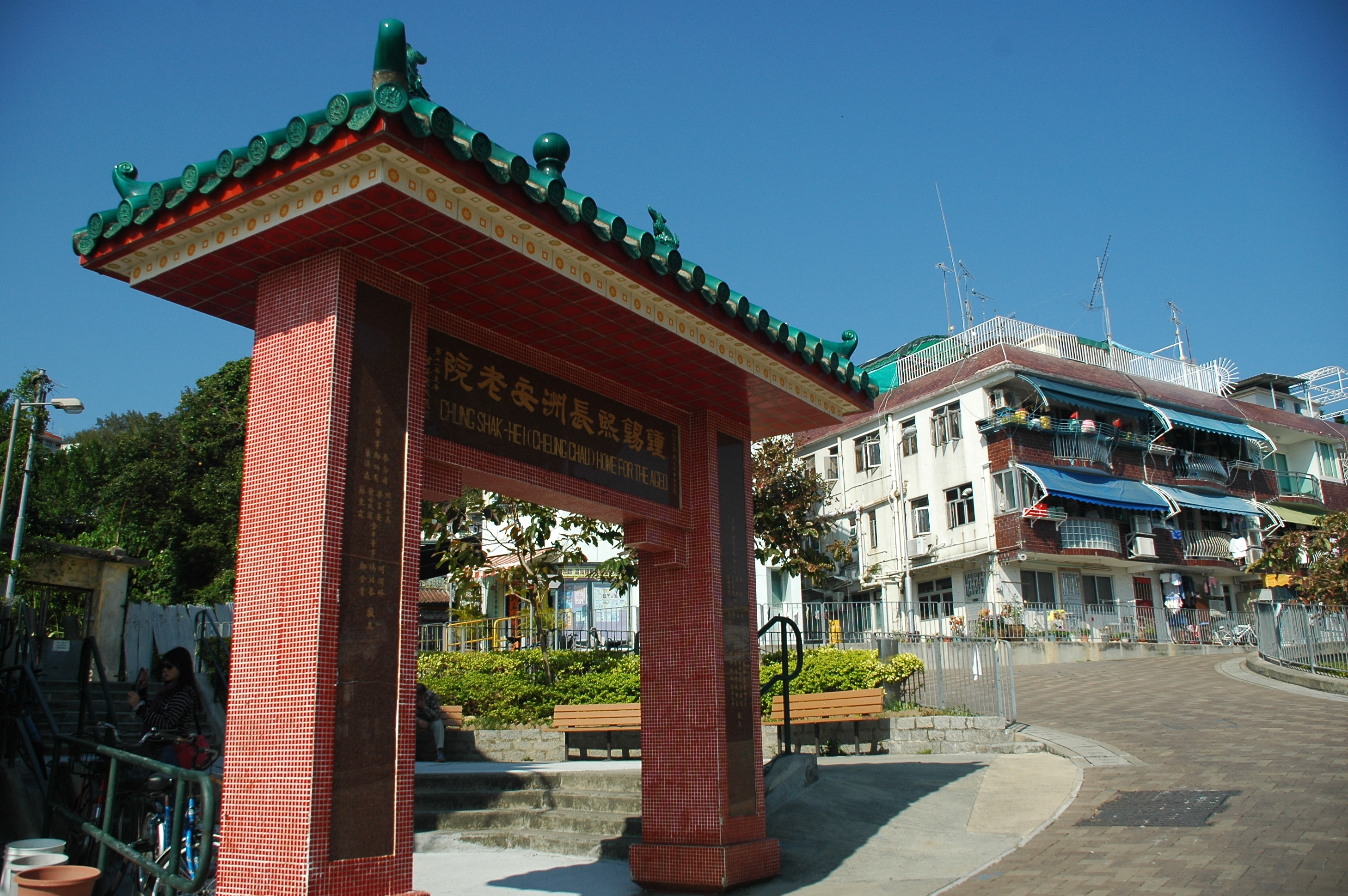
鍾錫熙長洲安老院的牌坊

- 李麗珊：著名滑浪風帆運動員，在1996年阿特蘭大奧運會為香港奪得歷史上首枚奧運金牌。
- 黎根：李麗珊的舅父兼滑浪風帆啟蒙老師[48]。
- 韓森：殖民地時代四大探長之一[49]。
- 呂君博：殖民地時代四大探長之一呂樂的父親，長洲有路德會呂君博幼兒園以其命名[50]。
- 梁乃鵬：畢業於香港大學，電視廣播有限公司行政主席兼執行董事、九龍巴士及載通國際董事局主席，曾任香港城市大學副校監，現任香港中文大學校監。[51]
- 梁乃江：1954年畢業於長洲官立中學，考上灣仔書院的英文班，1966年畢業於香港大學醫學院，1975年開創瑪嘉烈醫院兒科部，現為香港演藝學院校董會主席，獲香港特區政府頒贈銅紫荊星章[51]
- 郭晉安：無線電視藝員。
- 姚嘉妮：無線電視藝員
- 周海媚：電視劇女演員。[52]
- 連偉健：香港男演員[註 1]。
- 雨僑：香港女藝人（已搬離）[註 2]。
- 蔣志光：香港男藝人（出生與童年幾歲時留在長洲生活）[註 3]。
- 郭卓堅：島上東堤小築業主立案法團主席、香港民主派人士，以專門司法覆核建制派人士著名，綽號「長洲覆核王」，曾於區議會選舉中角逐島上選區議席。
- 文世昌：香港已故執業律師、東區區議會區議員、市政局議員及香港立法局議員（港島東）[53]

## 區議會議席分佈
長洲全島人口自1980年代高峰的4萬人，劃為三片選區，至1990年代後期跌至約3萬人。而根據政府於2006年的《中期人口普查》，長洲陸上人口則為2萬4312人，但由於整體分佈穩定，過去幾屆都未有改動，以觀音灣路及學校路南北劃分為長洲南及長洲北兩片選區。至2016年《中期人口普查》，人口再下跌到2萬0956人，2019年起，因應東涌人口增加而離島區議會未有新增議席之下，長洲全島劃為單一的長洲選區以騰出席位到東涌，但在收到400多份反對意見後維持有關決定。

### 引用
1. ↑  蕭國健，《香港歷史與社會》。香港：香港教育圖書公司，1994年。
2. ↑  Morris, Jan, Hong Kong. Random House, 1988.
3. 1 2  〈長洲石刻 （页面存档备份，存于）〉，《香港法定古蹟》（香港：古物古蹟辦事處），2006年6月27日。
4. ↑  〈長洲石刻 （页面存档备份，存于）〉，《香港法定古蹟》（香港：香港旅遊發展局），2006年2月16日。
5. ↑  古物事務監督，《法定古蹟長洲石刻 （页面存档备份，存于）》，2007年7月1日造訪。
6. 1 2 3 4 5 6 7 8 9 10 11 12  〈本洲沿革和民風〉，《英女皇登基銀禧誌慶：認識長洲》（香港：離島區長洲工作委員會），1977年11月。
7. 1 2 3 4 5 6 7 8 9 10 11 12 13 14 15 16  蕭國健、沈思、文灼非著，《離島訪古遊》（香港：中華書局(香港)有限公司），1993年初版。
8. 1 2 3 4  〈閒話長洲 （页面存档备份，存于）〉，《長洲鄉事委員會》，1971年2月9日。
9. ↑  〈長洲百年界石失蹤 古蹟辦捱批 （页面存档备份，存于）〉，《東方日報》，2010年5月15日。
10. 1 2  〈長洲鄉事委員會 （页面存档备份，存于）〉，《長洲鄉事委員會》，造訪於2007年2月1日。
11. ↑  〈新界鄉議局的歷史 的存檔，存档日期2007-08-23.〉，《新界鄉議局》，2005年5月23日。
12. ↑  〈民政事務總署轄下各民政事務處及分處常用聯絡資料 的存檔，存档日期2007-10-09.〉（香港：民政事務署），2007年10月18日。
13. 1 2 3  梁寶珊，〈傳統再造─「長洲太平清醮」與「中環廟會」[永久]〉，《歷史的建構》，造訪於2007年2月1日。
14. 1 2 3 4 5  〈長洲簡介 （页面存档备份，存于）〉，《長洲鄉事委員會》，造訪於2007年2月1日。
15. ↑  擬斥2.5億改善長洲食水 （页面存档备份，存于） 《東方日報》 2013年1月12日
16. ↑  〈張保仔藏金洞 （页面存档备份，存于）〉，《香港》，造訪於2008年2月5日。
17. 1 2 3  嚴吳嬋霞，《香港掌故趣聞小博士》（香港：新雅文化事業有限公司），1996年3月。
18. 1 2 3 4 5 6 7  陳永鏗、黎民鏗著，《離島探勝遊》（香港：萬里機構‧萬里書店），2004年7月。
19. ↑  〈香港漫步遊 （页面存档备份，存于）〉，《香港旅遊發展局》，造訪於2008年2月5日。
20. ↑  《香港地質圖》（香港：地政署測量部），組別AR/3/G，1979年。
21. ↑  長洲 綠洲 （页面存档备份，存于），oasistrek.com遠足行山資訊
22. ↑  〈長洲賞櫻唔使去日本　$23搞掂 （页面存档备份，存于）〉，《東方日報》，2006年3月13日
23. ↑  （具潛力旅遊點 只剩一棵吐艷 政府保育不力長洲櫻花凋零 （页面存档备份，存于）），《太陽報》，2006年3月15日
24. ↑  . 香港天文台.   [February 6, 2018]. （原始内容存档于2016-10-03）.
25. ↑  . 香港天文台.   [February 6, 2018]. （原始内容存档于2016-10-03）.
26. ↑  . 香港天文台.   [February 6, 2018]. （原始内容存档于2016-10-03）.
27. ↑  . 香港天文台.   [February 6, 2018]. （原始内容存档于2016-10-03）.
28. ↑  〈區議會分區／選區：A303 （页面存档备份，存于）〉，《二零零六年中期人口統計的統計表》（香港：政府統計處），2007年7月8日。
29. ↑  〈區議會分區／選區：E301 （页面存档备份，存于）〉，《二零零六年中期人口統計的統計表》（香港：政府統計處），2007年7月8日。
30. ↑  長貴邨 （页面存档备份，存于），香港房屋委員會
31. ↑  雅寧苑 （页面存档备份，存于），香港房屋委員會
32. ↑  〈建設及建築物－街市及市政大廈 （页面存档备份，存于）〉，《香港地方》，造訪於2008年2月5日。
33. ↑  長洲郵政局位置 （页面存档备份，存于），Google地图
34. ↑  〈長洲文物徑 的存檔，存档日期2007-10-16.〉，《十八區學校文物徑》，1998年。
35. ↑  〈醫院簡介〉，《長洲醫院》，造訪於2008年2月5日。
36. ↑  〈建設及建築物－歷史建築(六)新界西餘下 （页面存档备份，存于）〉，《香港地方》，造訪於2008年2月5日。
37. ↑  《小長城簡介 的存檔，存档日期2008-01-09.》，造訪於2008年2月5日。
38. ↑  洪藹婷. . 香港01. 2017-03-05  [2020-01-30]. （原始内容存档于2020-01-30） （粵語）.
39. 1 2 3  〈本洲經濟概況〉，《英女皇登基銀禧誌慶：認識長洲》（香港：離島區長洲工作委員會），1977年11月。
40. ↑  B&B Cheung Chau 的存檔，存档日期2008-02-20.（英文）
41. ↑  .   [2018-06-08]. （原始内容存档于2018-06-12）.
42. ↑  . HK 港生活.   [2015-07-16]. （原始内容存档于2016-03-05） （中文（香港））.
43. ↑  〈傳統節日 （页面存档备份，存于）〉，《長洲鄉事委員會》，造訪於2007年2月1日。
44. ↑  〈簡介 的存檔，存档日期2008-02-26.〉，《包山嘉年華》（香港：康樂及文化事務署），2007年4月3日。
45. ↑  參見此圖
46. ↑  .   [2018-04-09]. （原始内容存档于2018-04-09）.
47. ↑  https://www.sunferry.com.hk/zh/route-and-fare/timetable （页面存档备份，存于） 中環(五號碼頭) - 長洲，新渡輪
48. ↑  李丽珊一举成名天下知 的存檔，存档日期2007-09-29. （简体中文）
49. ↑  〈香港前四大總華探長 的存檔，存档日期2008-05-13.〉，《星島日報》，2006年5月31日
50. ↑  .   [2008-02-09]. （原始内容存档于2019-07-10）.
51. 1 2  〈長洲官中百年校慶[永久]〉，《大公報》，2008年6月5日
52. ↑  無線電視，《向世界出發》（第三輯），2008年6月25日。
53. ↑  . 木然. 2005-11-07  [2019-07-23]. （原始内容存档于2021-03-13）.
54. ↑  〈需要作出改動的選區的考慮因素 （页面存档备份，存于）〉，《2019年區議會一般選舉選區分界及名稱臨時建議》，2018年7月23日
55. ↑  〈需要作出改動的選區的考慮因素 （页面存档备份，存于）〉，《2019年區議會一般選舉選區分界及名稱臨時建議》，2018年12月12日

## 外部連結
- 一般資料
  - 長洲鄉事委員會 （页面存档备份，存于），內附長洲地圖
- 旅遊資訊
  - 香港漫步遊
  - 長洲文物徑

- 學校
  - 長洲聖心幼稚園 （页面存档备份，存于）
  - 長洲聖心學校 （页面存档备份，存于）
  - 明愛陳震夏郊野學園
  - 長洲官立中學 （页面存档备份，存于）
  - 長洲國民學校 （页面存档备份，存于）
  - 長洲佛教慧因法師記念中學 （页面存档备份，存于）
  - 中華基督教會長洲堂錦江幼稚園／幼兒園 （页面存档备份，存于）
  - 中華基督教會長洲堂錦江小學 （页面存档备份，存于）
  - 路德會陳恩美幼兒園
  - 路德會呂君博幼兒園

- 宗教服務機構
  - 長洲花地瑪聖母堂 （页面存档备份，存于）
  - 長洲慈幼靜修院 （页面存档备份，存于）
  - 長洲思維靜院 （页面存档备份，存于）
  - 明愛賽馬會長洲青少年綜合服務 （页面存档备份，存于）
  - 中華基督教會長洲堂 （页面存档备份，存于）
  - 基督教宣道會長洲堂 （页面存档备份，存于）
  - 建道神學院 （页面存档备份，存于）

- 青年旅舍
  - 明愛賽馬會明暉營
  - 明愛愛暉營
  - 賽馬會長洲鮑思高青年中心 （页面存档备份，存于）
  - 救世軍白普理營